# علي بن أبي طالب
أَبُو ٱلْحَسَنِ عَلِيُّ بْنُ أَبِي طَالِبٍ ٱلْهَاشِمِيُّ ٱلْقُرَشِيُّ (13 من رجب 23 ق هـ / 17 مارس 599 م - 21 من شهر رمضان 40 هـ / 27 يناير 661 م) ابْنُ عم الرسول محمد وصهرُه، من آل بيته، أحد أصحابه، رابع الخلفاء الراشدين عند السنة، من العشرة المبشرين بالجنة، أوّل أئمّة الشيعة، من أصحاب الكساء.
ولد بمكة، وقيل: كانت ولادته في جوف الكعبة، وأُمّه فاطمة بنت أسد الهاشميّة. أسلم قبل الهجرة النبويّة، وهو ثاني الناس دخولًا في الإسلام أو ثالثهم، وهو أوّل من أسلم من الرجال. هاجر إلى المدينة المنورة بعد هجرة الرسول بثلاثة أيّام وآخاه النبي محمد مع نفسه حين آخى بين المسلمين، وزوجه ابنته فاطمة في السنة الثانية من الهجرة.
شَهِدَ غزَواتِ الرسول كلَّها ما عدا غزوةَ تَبُوك؛ إذ خلّفه النبي محمد فيها على المدينة. وعُرف بشدّته وبراعته في القتال فكان له بالغ الأثر في نصر المسلمين في المعارك شتىٰ، وأبرزها: غزوة الخندق، ومعركة خيبر. وقد كان موضع ثقة الرسول محمد، فكان أحد كتاب الوحي، ومن أهم سفرائه ووزرائه.
وفي منزلته وعلاقته بأصحاب الرسول خلاف تاريخي عقائدي بين الفرق الإسلامية، فبعضهم يقول: إن الله اختاره وصيًّا، إمامًا، خليفةً للمسلمين، وأنّ محمدًا قد أعلن ذلك في خُطبة الغدير، فقالوا: إن اختيار أبي بكر خليفةً للمسلمين مخالفٌ لتعاليم النبي محمد، ويرون أن عَلاقة بعض الصحابة به كانت متوتّرة. ولكن بعضهم يُنكر حدوث هذا التنصيب، ويرون أنّ علاقة الصَّحابة به كانت جيدة مستقرّة. وإنما اختلاف الاعتقاد في علي هو جوهر النزاع بين السنة والشيعة مدى العصور.
بويع بالخلافة سنة 35 هـ (656 م) بالمدينة المنورة، وحكم خمس سنوات وثلاث أشهر وصفت بعدم الاستقرار السياسي، لكنها تميزت بتقدم حضاري ملموس خاصة في عاصمة الخلافة الجديدة الكوفة. وقعت الكثير من المعارك بسبب الفتن التي تعد امتدادا لفتنة مقتل عثمان، مما أدى لتشتت صف المسلمين وانقسامهم لشيعة علي الخليفة الشرعي، وشيعة عثمان المطالبين بدمه على رأسهم معاوية بن أبي سفيان الذي قاتله في صفين، وعائشة بنت أبي بكر ومعها طلحة بن عبيد الله والزبير بن العوام الذين قاتلوه في يوم الجمل بفعل فتنة أحدثها البعض حتى يتحاربوا؛ كما خرج على علي جماعة عرفوا بالخوارج وهزمهم في النهروان، وظهرت جماعات تعاديه وتتبرأ من حكمه وسياسيته سموا بالنواصب ولعل أبرزهم الخوارج. واستشهد على يد عبد الرحمن بن ملجم في 21 رمضان سنة 40 هـ 661 م.
اشتهر علي عند المسلمين بالفصاحة والحكمة، فينسب له الكثير من الأشعار والأقوال المأثورة. كما يُعدّ رمزًا للشجاعة والقوّة ويتّصف بالعدل والزُهد حسب الروايات الواردة في كتب الحديث والتاريخ. كما يُعتبر من أكبر علماء عصره علمًا وفقهًا إنْ لم يكن أكبرهم على الإطلاق كما يعتقد الشيعة وبعض السنة، بما فيه عدد من الفرق الصوفيّة.

## حياته في مكة

### ميلاده ونشأته

مخطوطة تناظريَّة لاسم الرسول مُحمَّد (يمينًا) وعليّ بن أبي طالب (يسارًا).

هو علي بن أبي طالب بن عبد المطلب بن هاشم بن عبد مناف بن قصي بن كلاب بن مرة بن كعب بن لؤي بن غالب بن فهر بن مالك بن النضر وهو قريش بن كنانة بن خزيمة بن مدركة بن إلياس بن مضر بن نزار بن معد بن عدنان.
لا يعرف يقينا متى وُلد علي بن أبي طالب، لكن بحسب بعض مصادر التراث مثل ما ورد في العمدة:24 فإنه ولد بمكة يوم الجمعة الثالث عشر من رجب بعد ثلاثين عامًا من عام الفيل، أي الموافق 17 مارس 599 م أو 600 وفقا للموسوعة البريطانية، وتقول مصادر أخرى 23 أكتوبر 598 م أو 600 م. وهو أصغر ولد أبيه أبي طالب بن عبد المطلب بن هاشم أحد سادات قريش والمسؤول عن السقاية فيها. ويرجع نسبه إلى النبي إسماعيل بن إبراهيم. وأمه فاطمة بنت أسد بن هاشم بن عبد مناف، التي قيل أنها أول هاشمية تلد لهاشمي، وكان والدا علي قد كفلا محمدًا حين توفي والداه وجده وهو صغير فتربى ونشأ في بيتهما.

تضاربت الروايات بأن عليا بن أبي طالب ولد داخل الكعبة، حيث يؤكد الشيعة أنه المولود الوحيد داخل الكعبة وفقًا لروايات تقول أن موضعًا بأحد جدران الكعبة يسمى المستجار قبل الركن اليماني قد انشق لفاطمة بنت أسد حين ضربها الطلق فدخلت الكعبة وولدت علي. وذُكر ذلك في أحد المصادر السنية وهو المستدرك للحاكم النيسابوري فجاء فيه: 

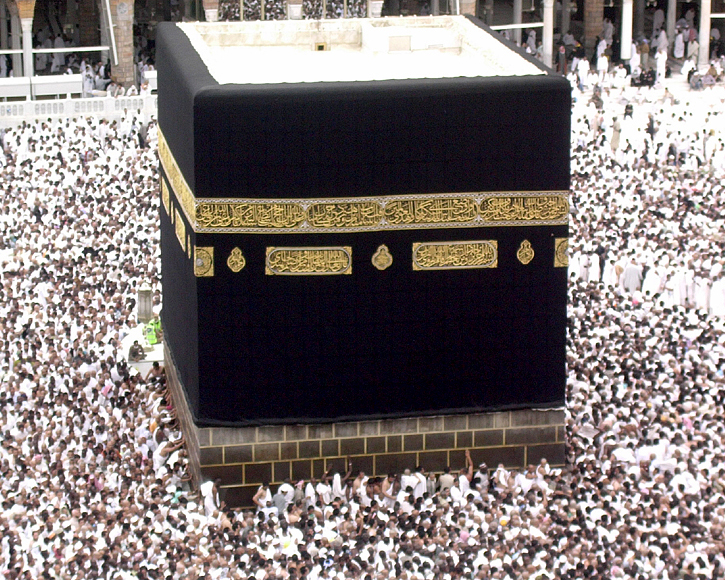
الكعبة، حيث ولد علي بن أبي طالب وفقًا لبعض الروايات.

وورد هذا الخبر في مواضع أخرى من كتب السنة والشيعة، إلا أن الكليني صاحب أبرز كتاب بعد القرآن عند الشيعة لم يشر إلى هذه القصة من قريب أو بعيد وهو الذي لم يترك شيئا يخص الأئمة إلا وذكره في كتابه الكافي، وقد جمع العلامة المجلسيُّ في كتابه «بحار الأنوار»، في الجزء المختص بالإمام عليٍّ في باب «تاريخ ولادته وحليته وشمائله صلوات الله عليه» ثمان وثلاثين روايةً تذكر الروايتان 12 و13 منها أنه وُلد في بيت أبي طالب، في حين لا تذكر الرواية 18 والروايات من 22 حتى 25 ومن 27 حتى 36 أيِّ شيء عن ولادة الإمام داخل الكعبة رغم أنها تتحدَّث عن جميع فضائله ومناقبه، لكن تضيف بعض كتب الشيعة الأخرى أنه عندما وصل خبر دخول فاطمة بنت أسد الكعبة، إلى أبي طالب أقبل هو وجماعة وحاولوا فتح باب الكعبة، حتى تصل النساء إلى فاطمة ليساعدنها على أمر الولادة، ولكنهم لم يستطيعوا فتح الباب، بينما ينكر بعض علماء الدين والمؤرخين السنة هذه الروايات الشيعية، حيث ضعف السيوطي سند رواية الحاكم، وضعفها صاحب تهذيب الأسماء، والثابت عند بعض أهل السنة هو أن حكيمًا بن حزام هو الذي وُلد في جوف الكعبة كما أورد ذلك الحاكم والذهبي وابن حجر وغيرهم.
تذكر بعض المصادر أن فاطمة أرادت أن تسميه أسدا أو حيدرة تيمنا بأبيها، بينما أراد أبو طالب أن يسميه زيدا، لكن محمدا سماه عليا، وفي مصادر أخرى أن أمه جاءها هاتف يأمرها بتسميته علي. وروي أيضا أن والده وجد لوحا مكتوب عليه أبياتا من الشعر في مدح ابنه وتسميه علي.
حين كان علي ما بين الخامسة والسادسة من عمره مرت بمكة سنين عسرة وضيق أثّرت على الأحوال الاقتصادية في مكة وما حولها، وكان لأبي طالب ثلاثة أبناء: علي وعقيل وجعفر، فذهب إليه الرسول محمد وعمه العباس بن عبد المطلب وعرضا عليه أن يأخذ كل منهما ولدا من أبنائه يربيه ويكفله تخفيفا للعبء الذي عليه، فأخذ العباس جعفر وأخذ محمد عليا، فتربى في بيته وكان ملازما له أينما ذهب، وتذكر بعض المصادر أنه كان يذهب معه إلى غار حراء للتعبد والصلاة، كما يُذكر أنه كان قبل الإسلام حنفيا ولم يسجد لصنم قط طيلة حياته، ولهذا يقول المسلمون «كرم الله وجهه» بعد ذكر اسمه، وقيل لأنه لم ينظر لعورة أحد قط.

### إسلامه
أسلم علي وهو صغير، بعد أن عرض النبي محمد، الإسلام على أقاربه من بني هاشم، تنفيذا لما جاء في القرآن. وقد ورد في بعض المصادر أن محمدا قد جمع أهله وأقاربه على وليمة، وعرض عليهم الإسلام، وقال أن من يؤمن به سيكون وليه ووصيه وخليفته من بعده، فلم يجبه أحد إلا عليا. سمي هذا الحديث «حديث يوم الدار» أو «إنذار يوم الدار» أو «حديث دعوة العشيرة»، وقد ذكر في العديد من الكتب بروايات مختلفة منها ما أورده الطبري في تاريخه:
| علي بن أبي طالب | لما نزلت هذه الآية على رسول الله ﷺ: ﴿وَأَنذِرْ عَشِيرَتَكَ الْأَقْرَبِينَ﴾، دعاني رسول الله ﷺ فقال لي: «يا عليُّ، إنَّ الله أمَرَنِي أنْ أُنْذِرْ عَشِيرَتِي الأقْرَبِ»، فضقت بذلك ذرعا، وعرفت أنى متى أباديهم بهذا الأمر أرى منهم ما أكره، فصمتُّ حتى جاء جبرئيل فقال: «يا محمد، إنك إلا تفعل ما تؤمر به يعذبك ربك، فاصنع لنا صاعا من طعام، واجعل عليه رجل شاة، واملأ لنا عسا من لبن؛ ثم اجمع لي بنى عبد المطلب حتى أكلمهم، وأبلغهم ما أمرت به»، ففعلت ما أمرني به. ثم دعوتهم له؛ وهم يومئذ أربعون رجلا، يزيدون رجلا أو ينقصونه؛ فيهم أعمامه:أبو طالب وحمزة والعباس وأبو لهب؛ فلما اجتمعوا إليه دعاني بالطعام الذي صنعت لهم، فجئت به، فلما وضعته تناول رسول الله ﷺ حذية من اللحم، فشقها بأسنانه، ثم ألقاها في نواحي الصفحة. ثم قال: «خذوا بسم الله»، فأكل القوم حتى ما لهم بشيء حاجة وما أرى إلا موضع أيديهم، وايم الله الذي نفس علي بيده؛ وإن كان الرجل الواحد منهم ليأكل ما قدمت لجميعهم. ثم قال: «اسق القوم»، فجئتهم بذلك العس، فشربوا منه حتى رووا منه جميعا، وايم الله إن كان الرجل الواحد منهم ليشرب مثله، فلما أراد رسول الله ﷺ أن يكلمهم بدره أبو لهب إلى الكلام، فقال: «لهد ما سحركم صاحبكم!» فتفرق القوم ولم يكلمهم رسول الله ﷺ، فقال: «الغد يا علي؛ إن هذا الرجل سبقني إلى ما قد سمعت من القول، فتفرق القوم قبل أن أكلمهم، فعد لنا من الطعام بمثل ما صنعت، ثم اجمعهم لي». قال: ففعلت، ثم جمعتهم ثم دعاني بالطعام فقربته لهم، ففعل كما فعل بالأمس، فأكلوا حتى مالهم بشيء حاجة. ثم قال: «اسقهم»، فجئتهم بذلك العس، فشربوا حتى رووا منه جميعا، ثم تكلم رسول الله ﷺ، فقال: «يا بني عبد المطلب؛ إنى والله ما أعلم شابا في العرب جاء قومه بأفضل مما قد جئتكم به؛ إنى قد جئتكم بخير الدنيا والآخرة، وقد أمرني الله أن أدعوكم إليه، فأيكم يؤازرني على هذا الأمر على أن يكون أخي ووصيتي وخلفتي فيكم؟» قال: فأحجم القوم عنها جميعا، وقلت: «وإني لأحدثهم سنا، وأرمصهم عينا، وأعظمهم بطنا، وأحمشهم ساقا؛ أنا يا نبي الله، أكون وزيرك عليه. فأخذ برقبتي»، ثم قال: «إن هذا أخي ووصي ووخليفتي فيكم، فاسمعوا له وأطيعوا». قال: «فقام القوم يضحكون، ويقولون لأبي طالب: قد أمرك أن تسمع لابنك وتطيع». | علي بن أبي طالب |

وفي رواية أخرى حول إسلام علي ذكر ابن الأثير في أسد الغابة:
| علي بن أبي طالب | عن ابن إسحاق قال: ثم إن علي بن أبي طالب جاء بعد ذلك اليوم- يعني بعد إسلام خديجة وصلاتها معه- قال: فوجدهما يصليان، فقال علي: يا محمد، ما هذا؟ فقال رسول الله ﷺ: "دين الله الذي اصطفى لنفسه، وبعث به رسله، فأدعوك إلى الله وإلى عبادته وكفر باللات والعزى".فقال له علي: هذا أمر لم أسمع به قبل اليوم، فلست بقاض أمرًا حتى أحدث أبا طالب. فكره رسول الله ﷺ أن يفشي عليه سره قبل أن يستعلن أمره، فقال له: يا عليّ، إن لم تسلم فاكتم. فمكث عليّ تلك الليلة، ثم إن الله أوقع في قلب عليّ الإسلام، فأصبح غاديًا إلى رسول الله ﷺ حتى جاءه فقال: ماذا عرضت عليّ يا محمد؟ فقال له رسول الله ﷺ: "تشهد أن لا إله إلا الله، وحده لا شريك له، وتكفر باللات والعزى، وتبرأ من الأنداد". ففعل عليّ وأسلم، ومكث عليّ يأتيه سرًا خوفًا من أبي طالب، وكتم عليّ إسلامه. | علي بن أبي طالب |

وفي رواية عن أنس بن مالك: «بعث النبي ﷺ يوم الاثنين، وأسلم علي يوم الثلاثاء».
وبهذا أصبح علي أول من أسلم من الصبيان، وذهب البعض مثل ابن إسحاق إلى أنه أول الذكور إسلاما، وإن اعتبر آخرون من أهل السنة مثل الطبري أن أبا بكر هو أول الذكور إسلاما مستندين إلى روايات تقول أن عليا لم يكن راشدا حين أسلم، فالروايات تشير إلى أن عمره حين أسلم يتراوح بين تسعة أعوام وثمانية عشر عام؛ وفي رواية أوردها الذهبي في تاريخه: «أول رجلين أسلما أبو بكر وعلي وإن أبا بكر أول من أظهر الإسلام وكان علي يكتم الإسلام فرقا من أبيه». كما كان علي أول من صلى مع النبي محمد وزوجته أم المؤمنين خديجة بعد الإسلام، في حين نقل ابن سعد رواية يقول فيها علي أنه أول من أسلم.
لم يهاجر علي إلى الحبشة في الهجرة الأولى حين سمح الرسول لبعض من آمن به بالهجرة إلى هناك هربًا من اضطهاد قريش. وقاسى معه مقاطعة قريش لبني هاشم وحصارهم في شعب أبي طالب. كما رافق محمدا في ذهابه للطائف لنشر دعوته هناك بعد أن اشتد ايذاء قريش له. مكث علي مع النبي محمد في مكة حتى هاجر إلى المدينة.

### ليلة الهجرة النبوية
في اليوم الذي عزم فيه الرسول على الهجرة إلى يثرب، اجتمع سادات قريش في دار الندوة واتفقوا على قتله، فجمعوا من كل قبيلة شاب قوي وأمروهم بانتظاره أمام باب بيته ليضربوه ضربة رجل واحد فيتفرق دمه بين القبائل. حسب اعتقاد كافة المسلمين جاء المَلَك جبريل إلى النبي محمد وحذره من تآمر القريشيين لقتله، فطلب النبي محمد من علي بن أبي طالب أن يبيت في فراشه بدلا منه ويتغطى ببرده الأخضر ليظن الناس أن النائم هو محمد وبهذا غطي على هجرة النبي وأحبط مؤامرة أهل قريش. وفي بعض الروايات أنه سأل أصحابه من يبيت على فراشه فلم يجبه إلا عليا ثلاثًا، ويعتبر علي أول فدائي في الإسلام بموقفه في تلك الليلة التي عرفت فيما بعد «بليلة المبيت»؛ ويروى المفسرين الشيعة في تفسير الآية القرآنية: ﴿وَمِنَ النَّاسِ مَنْ يَشْرِي نَفْسَهُ ابْتِغَاءَ مَرْضَاةِ اللَّهِ وَاللَّهُ رَءُوفٌ بِالْعِبَادِ ۝٢٠٧﴾ سورة البقرة أنها نزلت في علي بن أبي طالب حين نام في فراش الرسول. كان محمدا قد أمره أن يؤدي الأمانات إلى أهلها ففعل، حيث كان أهل قريش يضعون أماناتهم عند النبي محمد. وكانوا في مكة يعلمون أن عليا يتبع محمدا أينما ذهب، لذا فإن بقاءه في مكة بمثابة تمويه لجعل الناس يشكون في هجرة النبي لاعتقادهم بأنه لو هاجر لأخذ عليا معه. بقي علي في مكة ثلاثة أيام حتى وصلته رسالة النبي محمد عبر رسوله أبي واقد الليثي يأمره فيها بالهجرة للمدينة.

## حياته في المدينة

### هجرته

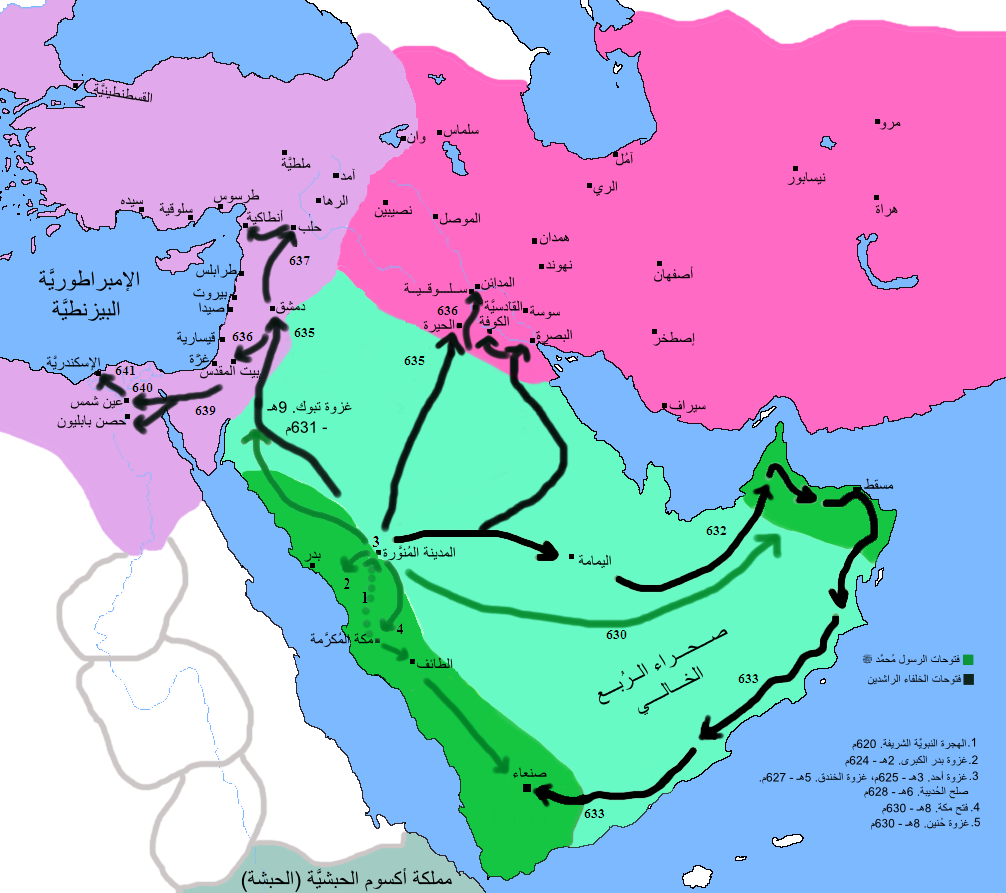
مسار الهجرة إلى يثرب؛ وأهم غزوات محمد وفتوحات الخلفاء الراشدين.

خرج علي للهجرة إلى المدينة وهو في الثانية والعشرين من عمره، وحسب رواية ابن الأثير في أسد الغابة فقد خرج علي وحيدا يمشي الليل ويكمن النهار. بينما تذكر مصادر أخرى أنه اصطحب ركبا من النساء هن: أمه فاطمة بنت أسد وفاطمة بنت محمد وفاطمة بنت الزبير وزاد البعض فاطمة بنت حمزة بن عبد المطلب أو ما سمي بـركب الفواطم. ولم تمض غير أيام قليلة حتى وصل علي إلى قباء حيث انتظره الرسول بها ورفض الرحيل قبل أن يصل علي الذي كان قد أنهكه السفر وتورمت قدماه حتى نزف منهما الدم. وبعد وصوله بيومين نزل علي مع الرسول إلى المدينة. حين وصل الرسول إلى المدينة قام بما عرف بمؤاخاة المهاجرين والأنصار وآخى بين علي وبين نفسه وقال له: «أنت أخي في الدنيا والآخرة».

### زواجه

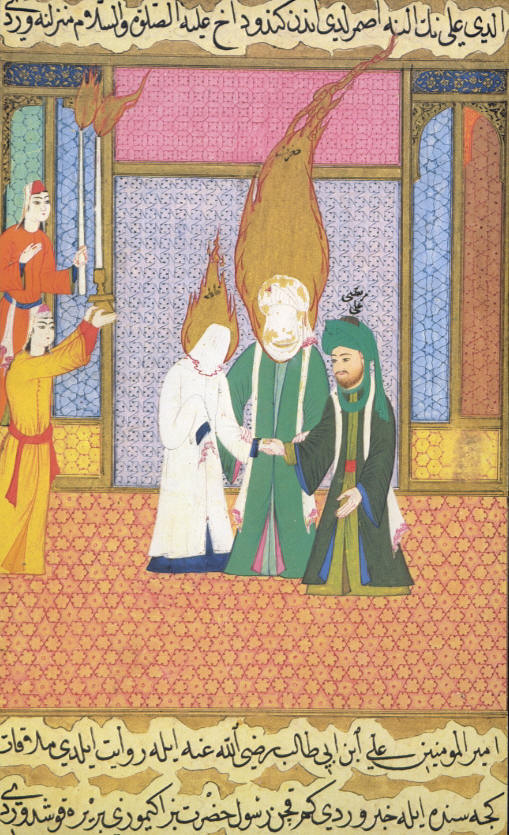
رسم تُركي عُثماني للرسول مُحمَّد وهو يُزوّج ابنته فاطمة بابن عمّه عليّ، وقد غُطي وجه فاطمة ومُحمَّد باللون الأبيض احترامًا لهما.

في شهر صفر من السنة الثانية من الهجرة زوجه محمد ابنته فاطمة ولم يتزوج بأخرى في حياتها، وقد روي أن تزويج فاطمة من علي كان بأمر من الله، حيث توالى الصحابة على محمد لخطبتها إلا أنه ردهم جميعا حتى أتى الأمر بتزويج فاطمة من علي، فأصدقها علي درعه الحطمية ويقال أنه باع بعيرا له وأصدقها ثمنه الذي بلغ 480 درهما على أغلب الأقوال. وأنجب منها الحسن والحسين في السنتين الثالثة والرابعة من الهجرة على التوالي، كما أنجب زينب وأم كلثوم والمحسن، والأخير حوله خلاف تاريخي حيث يروى أنه قتل وهو جنين يوم حرق الدار، وفي روايات أخرى أنه ولد ومات في حياة النبي، في حين ينكر بعض السنة وجوده من الأساس. في أكثر من مناسبة صرح محمد أن علي وفاطمة والحسن والحسين هم أهل بيته مثلما في حديث المباهلة وحديث الكساء، ويروى أنه كان يمر بدار علي لإيقاظهم لآداء صلاة الفجر ويتلو آية التطهير.

### أعماله في عهد النبي
كان عليا موضع ثقة الرسول محمد، فكان أحد كتاب القرآن أو كتاب الوحي الذين يدونون القرآن في حياة النبي محمد. وكان أحد سفرائه الذين يحملون الرسائل ويدعون القبائل للإسلام، واستشاره محمد في الكثير من الأمور مثلما استشاره في ما يعرف بحادثة الإفك. شهد بيعة الرضوان وأمره النبي محمد حينها بتدوين وثيقة صلح الحديبية وأشهده عليه. يروى في الاستيعاب أن النبي محمد بعث خالد بن الوليد إلى اليمن ليدعوهم فبقي هناك ستة أشهر فلم يجبه أحد فبعث محمد بعلي إلى اليمن فأسلمت على يديه قبيلة همدان كلها، وتتابع بعدها أهل اليمن في الدخول إلى الإسلام؛ ولم تكن هذه المرة الأخيرة التي يذهب فيها علي إلى اليمن حيث ولاه النبي محمد قضاء اليمن لما عرف عنه من عدل وحكمة في القضاء، فنصحه ودعا له، ثم أرسله إلى هناك سنة 8 هـ ومكث به عام واحد. كما ساهم في فض النزاعات وتسوية الصراعات بين بعض القبائل. ورد في الكامل أنه عند فتح مكة أراد سعد بن عبادة دخول مكة مقاتلًا عكس ما أمر به النبي محمد حيث أنه أراد دخول مكة بلا قتال، فحين سمع النبي محمد ذلك أرسل علي خلف سعد فلحقه وأخذ الراية منه ودخل بها مكة، بعدها أمره النبي محمد بكسر الأصنام التي كانت حول الكعبة.

### غزواته مع الرسول محمد

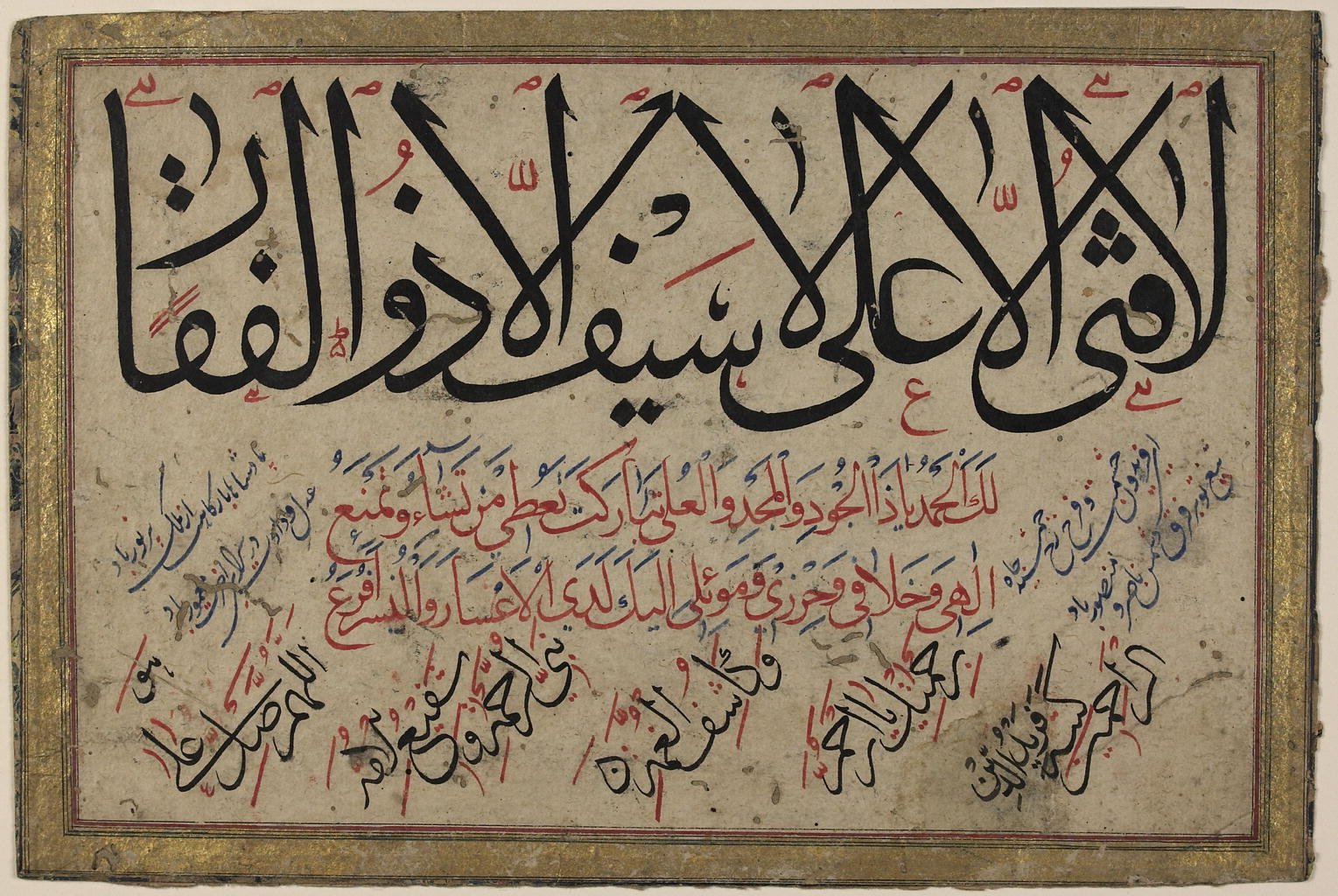
مخطوطة لمقولة "لا فتى إلَّا علي، لا سيف إلَّا ذو الفقار"، التي قيل بأنَّ الرسول مُحمَّد قالها لعليّ.

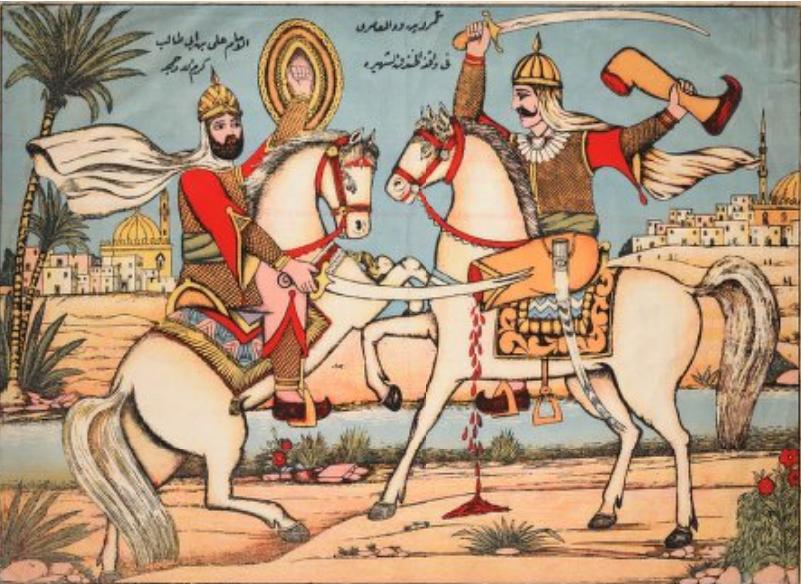
رسم تخيُّلي لعليٍّ وهو يُقاتل عمرو بن ود خلال غزوة الخندق.

شهد علي جميع المعارك مع الرسول محمد إلا غزوة تبوك، التي خلفه فيها على المدينة وعلى عياله بعده وقال له: «أنت مني بمنزلة هارون من موسى إلا أنه لا نبي بعدي»، وسلم له الراية في الكثير من المعارك. عرف علي بن أبي طالب ببراعته وقوته في القتال، وقد تجلى هذا في غزوات الرسول؛ ففي غزوة بدر، هزم علي الوليد بن عتبة، وقتل ما يزيد عن 20 من المشركين. وفي غزوة أحد قتل طلحة بن عبد العزى حامل لواء قريش في المعركة، وأرسله محمد إلى فدك فأخذها في سنة 6 هـ، وفي غزوة الأحزاب قتل عمرو بن ود العامري أحد فرسان العرب، وفي غزوة خيبر، هزم فارس اليهود مرحب، وبعد أن عجز جيش المسلمين مرتين عن اقتحام حصن اليهود، قال محمد: «لأدفعن الراية إلى رجل يحب الله ورسوله ويحبه الله ورسوله ويفتح عليه» فأعطاها لعلي ليقود الجيش، وفتح الحصن وتحقق النصر للمسلمين. وقيل إنه اقتحم حصن خيبر متخذاّ الباب درعا له لشدة قوته في القتال. وكان ممن ثبت مع محمد في غزوة حنين. وكان لعلي سيف شهير أعطاه له محمد في غزوة أحد عرف باسم ذو الفقار، كما أهداه محمد درعا عرفت بالحطمية ويقال أنها سميت بهذا الاسم لكثرة السيوف التي تحطمت عليها.

### غدير خم
في اليوم الثامن عشر من ذي الحجة عام العاشر هجريًا بعد أن أتم النبي محمد مناسك حجة الوداع وخرج المسلمون عائدين لديارهم، توقف عند مكان يقال له غدير خم وخطب في المسلمين خطبة اختلفت الروايات حولها ولكن يجمع المؤرخون أنه جاء فيها«من كنت مولاه فعلي مولاه». تقول المصادر الشيعية أن في هذا اليوم نزلت الآية ﴿الْيَوْمَ أَكْمَلْتُ لَكُمْ دِينَكُمْ وَأَتْمَمْتُ عَلَيْكُمْ نِعْمَتِي وَرَضِيتُ لَكُمُ الْإِسْلاَمَ دِينًا﴾ ويفسرونها بأن إتمام الدين هو الإيمان بالإمام والولي علي بن أبي طالب من بعد الرسول محمد. وتقول مصادرهم أن جميع المسلمين والمسلمات قد بايعوه في هذا اليوم على السمع والطاعة. من وجهة النظر السنية وصية النبي محمد في علي لا تدل على استخلافه من بعده وإنما تدل على مكانته، كما ينكر السنة حدوث المبايعة أو نزول الآية في هذا اليوم.

## بعد وفاة النبي محمد
تعد الفترة من بعد موت الرسول من أكثر المواضع الخلافية في التاريخ الإسلامي وخاصة فيما يتعلق بعلي بن أبي طالب وعلاقته بالصحابة، ويتخذ الخلاف منحى عقائدي حيث يرفض رجال الدين السنة والشيعة الروايات التي تعارض عقيدتهم، ويؤيدهم في ذلك علماء الجرح والتعديل من ناحية سند الروايات.

### اختيار الخليفة
بعد وفاة النبي محمد قام علي بتغسيل وتجهيز جثمانه للدفن، وفي هذه الأثناء اجتمع الأنصار في سقيفة بني ساعدة ورشحوا سعد بن عبادة ليكون خليفة للمسلمين، وحين سمع أبو بكر وعمر بهذا توجها إلى السقيفة وأكدوا على أحقية المهاجرين بالخلافة كما تقول المصادر السنية ودار جدال بينهم، في النهاية تم اختيار أبي بكر ليكون خليفة النبي، بعدها توجهوا لبيت علي لأخذ البيعة منه.
يروي بعض المؤرخين أن عليًا كان مقتنعًا بأحقيته في الخلافة، واعتقد أن المسلمين سيختاروه في السقيفة، فقال حين وصله نبأ ترشيح الأنصار لسعد بن عبادة: «لو كانت الامامة فيهم، لم تكن الوصيّة بهم» ثم قال: «فماذا قالت قريش؟» قالوا: «احتجّت بأنّها شجرة الرسول»، فقال: «احتجّوا بالشجرة وأضاعوا الثمرّة»، فاجتمع علي وبعض الصحابة المحتجين على خلافة أبي بكر في بيت علي ومنهم طلحة بن عبيد الله، الزبير بن العوام وأمه صفية عمة النبي، ولكن السنة يصححون رواية تقول أنه تقبل الأمر ورضي بخلافة أبي بكر، كما وافقهم في هذا بعض الفقهاء الشيعة أمثال محمد حسين كاشف الغطاء في كتاب أصل الشيعة وأصولها حيث قال أن علي قد بايع وسالم. وتؤكد بعض المصادر أن علي بن أبي طالب احتفظ بدور كبير خلال عهود الخلفاء الثلاثة الذين سبقوه، وكانوا يستشيروه في الكثير من الأمور.
بينما يؤكد أغلب الشيعة وبعض الباحثين المعاصرين روايات تقول أنه بايع كارها وتنفي بعضها مبايعته لأبي بكر. كما يعتبر علماء الشيعة الكثير من الصحابة مرتدين وخارجين عن الإسلام لرفضهم إمامة علي وتخاذلهم عن نصرته باستثناء القليل منهم لا يعرف عددهم تحديدا فيقال ثلاثة أو أربعة منهم، وفي روايات أخرى سبعة، ويصل عددهم في بعض الروايات إلى سبعمائة  كما تضاربت الروايات حول هويتهم فيذكر منهم الزبير بن العوام، وطلحة بن عبيد الله، والعباس بن عبد المطلب، والفضل بن العباس، وخالد بن سعيد بن العاص، والمقداد بن عمرو، وسلمان الفارسي، وعمار بن ياسر، وأبو ذر الغفاري، والبراء بن عازب، وأبي بن كعب، وهناك روايات في كتب الشيعة تقول أن بني هاشم لم يبايعوا أبا بكر. تقول الروايات الشيعية أن منزل علي تعرض للاقتحام أكثر من مرة وتعرضت زوجته للضرب وكسر ضلعها وإجهاض جنينها المحسن حين عصرها عمر بن الخطاب، وفي بعض الروايات قنفذ مولى عمر- بين باب منزلها والحائط، وهدد عمر بن الخطاب -حسب الروايات الشيعية- بحرق البيت فخرج إليه الزبير بن العوام مستلا سيفه لكنه تعثر فأخذوا منه سيفه، بينما تنفي الروايات السنية حصول هذا الأمر، وأن الصحابة كانوا متآلفين، وذكر سليم بن قيس في كتابه أن عليا -حسب وجهة النظر الشيعية- رُبط بالحبال وتكالب عليه الناس أثناء مقاومته لمهاجمي داره وكاد أن يُقتل لولا أن حال بينه وبينهم زوجته فاطمة. على الرغم من ذلك يصحح رجال الدين الشيعة كذلك روايات مفادها أن علي بن أبي طالب التزم بمبدأ التقية مع أنهم يعدون الصحابة مغتصبين لإرث النبوة، ولم يطالب علي بحقه في القصاص لزوجته طوال فترة حكم الخلفاء الثلاثة مما يعتبره السنة موقف لا يليق بعلي بن أبي طالب كما ينكرون حدوث هذا الأمر من الأصل، بينما يقول الشيعة بأنه التزام بوصية أوصاه بها محمد قبل وفاته -حسب الروايات الشيعية وينكرها السنة- جاء فيها: «يا علي ستغدر بك الأمة من بعدي، فقلت يا رسول الله فما تعهد إلي إذا كان كذلك؟ فقال: إن وجدت أعوانا فانبذ إليهم وجاهدهم. وإن لم تجد أعوانا فكف يدك واحقن دمك حتى تجد على إقامة الدين وكتاب الله وسنتي أعوانا»،. فاستنصر علي القوم فلم يجبه غير أربعة أو خمسة، لكن علي قال «ولو كنت في أربعين رجلًا لفرقت جماعتكم»، فبايع كارها متبعا الوصية وحقنًا لدمه؛ وفي رواية أخرى أوردها اليعقوبي أن أبا سفيان بن حرب بايع عليا، وذهب خالد بن سعيد إلى علي يبايعه قائلا له: «هلم أبايعك، فو الله ما في الناس أحد أولى بمقام محمد منك» فأقبل عليه أربعون رجلا فبايعوه، واعتزلوا في بيت علي، وبلغ أبا بكر وعمر أن جماعة من المهاجرين والأنصار قد اجتمعوا مع علي بن أبي طالب، فأتوا في جماعة واقتحموا البيت واشتبك عمر مع علي -حسب الروايات الشيعية التي ينكرها السنة- إلا أن فاطمة زوجة علي هددتهم قائلة: «والله لتخرجن أو لأكشفن شعري ولأعجن إلى الله!» فخرجوا وأقام أتباع علي في بيته أياما لكنهم خرجوا واحدا تلو الآخر يبايعون أبا بكر ولم يبق إلا عليا، فبايع بعدها بستة أشهر. بعدها مكث في بيته حتى جمع القرآن، كما أنه اعتزل العمل السياسي وتفرغ لخدمة أهله وزراعة الحدائق والبساتين وحفر الآبار التي تعرف حاليا بآبار علي. وفي رواية أخرى لنفس القصة أن عليًا رفض طلب أبي سُفيان بن حرب بن أميَّة أن يبسط يده ليُبايعه ولينصره بالرجال والخيل، وكان جوابه له: «لَطَالَمَا عَادَيْتَ الإِسْلامَ وَأَهْلَهُ يَا أَبَا سُفْيَانَ، فَلَمْ يَضُرَّهُ شَيْئًا إِنَّا وَجَدْنَا أَبَا بَكْرٍ لَهَا أَهْلا».

### في عهد أبي بكر
بعد أن شيع أبو بكر جيش أسامة بن زيد جعل كبار الصحابة - ومنهم علي بن أبي طالب - على منافذ المدينة لحمايتها من أي اعتداء، واستشاره أبو بكر قبل أن يحارب المرتدين وأيضا قبل المضي في غزو الروم، و شارك في جنازة أبي بكر. في حين تنكر روايات أخرى مشاركته في حروب الردة أو جنازة أبي بكر. جاء في الكامل أن القضاء في عهد أبي بكر كان لعلي بن أبي طالب.
جدير بالذكر أن علي بن أبي طالب كان في صف زوجته فاطمة في مطالبتها بميراث أبيها، حيث اعتبرا أرض فدك من حق فاطمة كنحلة نحلها إياها محمد في حياته كما جاء في بعض الروايات، بينما انكر أبو بكر ومعه عمر بن الخطاب كونها نحلة، بل اعتبراها ميراثا من محمد وقالا بأن الأنبياء لا يورثون وأن ما تركوه صدقة ويستند أبوا بكر ألى حديث قال أنه سمعه من الرسول: «لا نورث، ما تركنا صدقة». ويقول الشيعة أن فاطمة قد جاهرت بالرد عليه في مسجد النبي بالخطبة المعروفة بالفدكية؛ في حين روى البيهقي أن أبا بكر أتى فاطمة يترضاها، فسألت علي أتحب أن آذن له؟ فقال نعم، فأذنت له، فدخل عليها يترضاها حتى رضيت.
في خلافة أبي بكر، بعد وفاة محمد بحوالي ستة أشهر حسب أغلب الأقوال توفيت زوجته فاطمة، ويروى أنها أوصت بأن يبقى مكان دفنها سرا، فدفنها ليلا في مكان مجهول وصلى عليها وابناه الحسن والحسين، وفي روايات صلى عليها عدد قليل من الصحابة واختلفت الروايات حول هويتهم؛ وفي روايات أخرى يروى أنه دفنها في البقيع وقام كبار الصحابة، ومنهم أبو بكر، بالصلاة عليها.
بعد وفاة أبي بكر تزوج علي بن أبي طالب أرملته أسماء بنت عميس، وكفل ابنها محمد بن أبي بكر، فتربى في بيته، وأصبح من كبار شيعته فيما بعد.

### في عهد عمر بن الخطاب
كان علي قاضي عمر على المدينة ويقال في بعض المصادر التاريخية أن عمر لم يكن له قاض، وكان يستشيره عمر في كثير من القضايا والأمور الفقهية والسياسية ويعمل بمشورته، فيروى في تاريخ الطبري أن عليا اقترح على عمر البدء باستخدام التقويم الهجري. كما يروى أنه استشار علي بن أبي طالب في تسلم مدينة بيت المقدس من الروم فأشار عليه بالذهاب بنفسه لاستلامها فأخذ بمشورته وولاه على المدينة في غيابه. وفي العديد من المواقف المعقدة التي احتاجت دراية بالأحكام الفقهية كان علي بن أبي طالب يقدم لعمر الحكم الإسلامي فيها، حتى قال عمر في ذلك: «لولا علي لهلك عمر»، وينسب لعمر كذلك أنه قال: «أعوذ بالله أن أعيش في قوم لست فيهم يا أبا الحسن».
تذكر مصادر أخرى مثل الكامل وأسد الغابة أن عمر تزوج أم كلثوم بنت علي بن أبي طالب. وكان عمر قد قام برد العقارات بفدك وخيبر إلى علي والعباس وبني هاشم، وكذلك كان عمر يضع علي بن أبي طالب في المرتبة الثانية في عطايا بيت المال بعد العباس عم محمد. حين كان عمر يحتضر، رشح ستة للخلافة من بعده ممن توفي الرسول محمد وهو راض عنهم، وكان من بينهم علي بن أبي طالب.

### في عهد عثمان بن عفان
تمت التصفية بين المرشحين الستة الذين رشحهم عمر قبل وفاته عن طريق عبد الرحمن بن عوف، وتم التوصل للمرشحين النهائيين وهما عثمان بن عفان وعلي بن أبي طالب. عرض عبد الرحمن بن عوف الخلافة على علي شرط ان يتبع كتاب الله وسنة رسوله وفعل ابي بكر وعمر إلا أن عليا رفض الشرط الأخير في حين قبله عثمان فبايع ابن عوف عثمان وبايعه الناس، ثم بايعه علي على مضض، ويروى أنه قال بعد اختيار عثمان: «حبوته حبو دهر. ليس هذا أول يوم تظاهرتم فيه علينا يعني بني أمية فصبر جميل واللَّه المستعان على ما تصفون. واللَّه ما وليت عثمان إلا ليرد الأمر إليك. واللَّه كل يوم هو في شأن» فقال له ابن عوف: «يا علي، لا تجعل على نفسك سبيلًا فإني نظرت وشاورت الناس، فإذا هم لا يعدلون بعثمان» فرد علي قائلا: «سيبلغ الكتاب أجله». كما يذكر أن هناك فئة أرادت الخلافة لعلي ونصحوا عبد الرحمن بن عوف باختياره مثل عمار بن ياسر والمقداد بن الأسود، لكن عبد الرحمن أخذ بمشورة آخرين مثل ابن أبي سرح وعبد الله بن أبي ربيعة.
احتفظ علي بن أبي طالب بمكانته الدينية والاجتماعية في عهد عثمان، فكان يعطيه المشورة دائما، ويعتبره بعض المؤرخين مثل ولفرد مادلونغ بمثابة كابح لعثمان حينما بدأت سيطرة الأمويين على الأمور مثلما عمل على حماية بعض الصحابة من إساءة الأمويين لهم مثل ابن مسعود وأبي ذر الغفاري وعمار بن ياسر، وحين قام بإقامة الحد على الوليد بن عقبة، وإنكاره على عثمان عمرة رجب كما ورد في سيرة ابن حبان. إلا أن علاقة علي بعثمان تبقى موضع خلاف، فهناك من يعتبره من كبار رجال المعارضة، وآخرون يعدوه مستشارا له وليس معارضا.
عندما وقعت الفتنة الأولى وجاء الثوار من الكوفة والبصرة ومصر مطالبين بعزل عثمان، أصبح علي بمثابة وسيط بين الثوار وعثمان، فكانوا يذهبون إليه ويستمع لشكواهم ومطالبهم ثم يذهب بها إلى عثمان ويناقشه حولها، فيروى مما قاله له: «إن معاوية يقطع الأمور دونك، وأنت تعلمها فيقول للناس هذا أمر عثمان فيبلغك ولا تغيّر على معاوية». كما طلب منه عثمان بن عفان أن يخرج للثوار المصريين فيقنعهم بالرجوع ففعل، وفي مختصر تاريخ دمشق أن علي أخبر عثمان أنهم يريدون تغيير واليهم فولى عليهم محمد بن أبي بكر، لكن في طريق عودتهم وجدوا غلاما أرسله مروان بن الحكم برسالة لوالي مصر باسم الخليفة يأمره فيها بأن يبقى في منصبه وسمح له بقتل الثوار وحبس من يحاول أن يذهب للخليفة متظلما، فعادوا بالرسالة إلى عثمان الذي أنكر صلته بها لكنهم حاصروه في بيته. وأثناء الحصار كان عليا يؤم الناس في الصلاة، فأرسل علي بن أبي طالب ولديه الحسن والحسين لمنع الثوار من اقتحام بيت الخليفة. بعث عثمان إلى علي مرة أخرى يطلب منه أن يكف الثوار فذهب إليهم فعرضوا عليه مطالبهم كرد المظالم وعزل من كرهوا من الولاة وأمهلوه فترة من الزمن لكن عثمان لم ينفذ المطالب فذهبوا إليه فأبى أن ينفذها، فمنعوه الطعام والشراب. يروى أنه لما اشتد الحصار على عثمان ذهب إليه علي معتمرا عمامة محمد ومتقلدا سيفه ومعه نفر من الرجال من ضمنهم ابنه الحسن وعرضوا عليه قتال الثوار إلا أن عثمان رفض أن يراق الدم بسببه. استمر الحصار 40 يوما إلى أن استطاع الثوار اقتحام الدار من الخلف وقتل عثمان.
يرى بعض السنة أن سبب الفتنة مؤامرة من شخص يهودي ادعى الإسلام يسمى عبد الله بن سبأ الذي خلق الفتنة لتدمير الدولة الإسلامية. بينما يرجع بعض الباحثين وقوع الفتنة إلى سياسات عثمان، فالثوار رؤوا في علي بن أبي طالب المنقذ الذي سيخلصهم من ولاة بني أمية الفاسدين الذين عينهم عثمان، ويصلح الأحوال الاقتصادية حيث اتسعت الفوارق الطبقية بسبب سياسات عثمان في تفضيل بني أمية وبعض الصحابة ومنحهم العطايا والهبات من بيت المال وخمس الغنائم. لكن بحسب بعض المؤرخين مثل ابن خلدون فإن الثوار المصريين فقط هم من أرادوا خلافة علي، في حين أراد أهل الكوفة الزبير بن العوام، وكان هوى أهل البصرة في طلحة بن عبيد الله. يتهم البعض علي بالتحريض على قتل عثمان للاستحواذ على السلطة وذلك لوجود شيعته ضمن الثوار وضمن قتلة عثمان مثل محمد بن أبي بكر بحسب رسالة نائلة بنت الفرافصة زوجة عثمان إلى معاوية بن أبي سفيان؛ لكن يشكك الكثيرين في هذا الطرح نظرا لضعف تأييد قريش لعلي مما لا يضمن وصول السلطة له في حال مقتل عثمان، كما يؤكد ولفرد مادلونغ عدم وجود دليل على علاقة علي بالثوار؛ إضافة لهذا فهناك مصادر تروي غضب علي بن أبي طالب حين وصوله خبر مقتل عثمان وبكائه وترحمه عليه، وتوجيه اللوم لولديه ومن كان معهما ممن يمنعون الثوار من قتل عثمان.

## خلافته

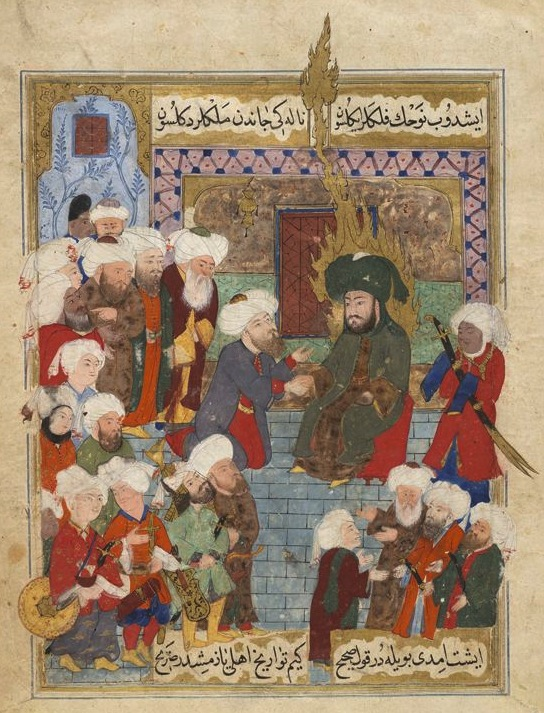
المسلمون يبايعون عليًا بالخلافة.

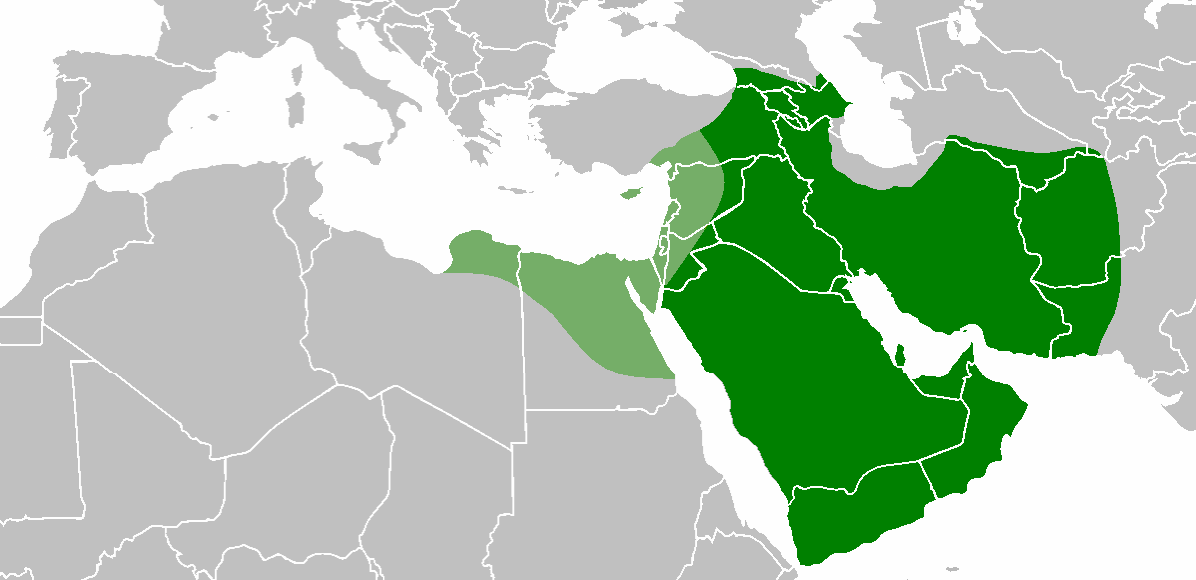
الدولة الإسلامية خلال عهد الخليفة علي بن أبي طالب، اللون الأخضر الباهت يظهر المناطق التي لم تكن خاضعة لسيطرة الخليفة بالكامل.

لما قتل عثمان، بويع علي بن أبي طالب للخلافة بالمدينة المنورة في اليوم التالي من الحادثة (الجمعة 25 ذي الحجة سنة 35 هـ ) فبايعه جميع من كان في المدينة من الصحابة والتابعين والثوار. يروى إنه كان كارها للخلافة في البداية واقترح أن يكون وزيرا أو مستشارا إلا أن بعض الصحابة حاولوا إقناعه فضلا عن تأييد الثوار له، ويروي ابن خلدون والطبري أنه ارتضى تولي الخلافة خشية حدوث شقاق بين المسلمين. يروى أن أول من بايع كان طلحة والزبير وفي تاريخ الطبري أول من بايع مالك الأشتر النخعي، وتقول بعض المصادر أن أقارب عثمان والأمويين لم يبايعوا عليا، وتوجهوا إلى الشام، كما تقول أن بعض الصحابة مثل سعد بن أبي وقاص وعبد الله بن عمر وغيرهم لم يبايعوا بالولاء ولكن تعهدوا بعدم الانقلاب ضده. وحول صلاته على عثمان يختلف المؤرخون أيضا فتذكر بعض المصادر التاريخية أن جماعة من الصحابة استأذنوا عليا لدفنه ولكن من المؤرخين من ذكره ضمن من شاركوا في تشييعه والصلاة عليه ومراسم دفنه ولكن البعض الآخر لم يذكره ضمنهم بل حتى أن بعض الروايات لا تذكر استئذان علي في دفنه.
وهكذا استلم علي الحكم خلفا لعثمان، في وقت كانت الدولة الإسلامية حين إذ تمتد من المرتفعات الإيرانية شرقا إلى مصر غربا بالإضافة لشبه الجزيرة العربية بالكامل وبعض المناطق غير المستقرة على الأطراف. ومنذ اللحظة الأولى في خلافته أعلن علي أنه سيطبق مبادئ الإسلام وترسيخ العدل والمساواة بين الجميع بلا تفضيل أو تمييز، كما صرح بأنه سيسترجع كل الأموال التي اقتطعها عثمان لأقاربه والمقربين له من بيت المال. في سنة 36 هـ أمر علي بعزل الولاة الذين عينهم عثمان وتعيين ولاة آخرين يثق بهم، مخالفا بذلك نصيحة بعض الصحابة مثل ابن عباس والمغيرة بن شعبة الذين نصحوه بالتروي في اتخاذ القرار. أرسل علي عثمان بن حنيف الأنصاري بدلًا عن عبد الله بن عامر إلى البصرة بحسب الطبري وابن الأثير، وفي البداية والنهاية أنه أرسل سمرة بن جندب، وعلى الكوفة أرسل عمارة بن شهاب بدلًا عن أبي موسى الأشعري، وعلى اليمن عبيد الله بن عباس بدلًا عن يعلى بن منبه، وعلى مصر قيس بن سعد بن عبادة بدلًا عن عبد الله بن سعد بن أبي السرح، وعلى الشام سهل بن حنيف بدلًا عن معاوية بن أبي سفيان.

### معركة الجمل

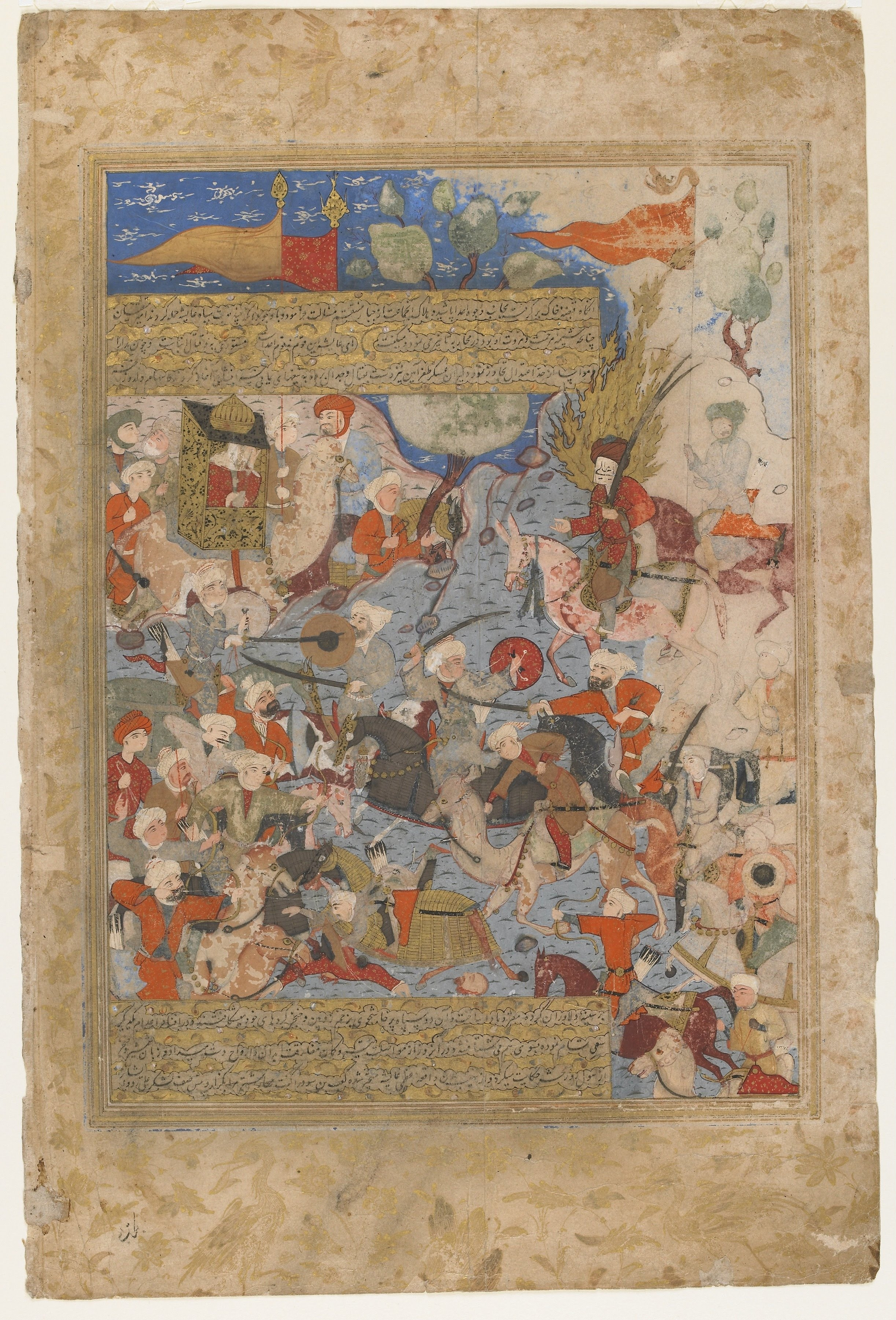
رسم تُركي عُثماني لموقعة الجمل، وقد غُطي وجه كلًا من عائشة وعليّ باللون الأبيض.

بعد استلامه الحكم ببضعة أشهر، وقعت معركة الجمل (36 هـ) التي كان خصومه فيها طلحة والزبير ومعهما عائشة بنت أبي بكر زوجة محمد الذين طالبوا بالقصاص من قتلة عثمان، رغم تشكيك البعض في مصداقية هذا الادعاء حيث تقول روايات أنهما حرضا على قتله، لذلك يعتقد البعض أن أغراضهما من وراء مقاتلة علي هو تحقيق أطماع سياسية، خاصة مع ادعائهما المبايعة مكرهين وهروبهما إلى مكة، بالإضافة إلى تصريح أسامة بن زيد بأنهما بايعا كارهين، ويقال كذلك لأن عليا رفض توليتهما البصرة والكوفة، حيث طلبا منه الولاية لكنه أبقاهما معه كمستشارين. بعدها طلبوا السماح لهم بالذهاب إلى مكة لأداء العمرة فسمح لهما وحين ذهبا التقيا عائشة وقرروا المسير إلى البصرة رافعين شعار الانتقام لعثمان، فسارو من مكة إلى البصرة بعشرة آلاف مقاتل وتحرك إليهم علي ولقيهم على مشارف البصرة، ويذكر ابن كثير أنهم انطلقوا إلى البصرة وكان علي بالمدينة عازمًا على الذهاب إلى الشام لقتال معاوية، فغير وجهته إلى البصرة واستخلف على المدينة تمام بن عباس وعلى مكة قثم بن العباس، وحين وصل أرسل عمار بن ياسر إلى أهل الكوفة يستنفرهم للقتال فانضم منهم الكثير إلى جيش علي وفقا للطبري. تختلف الروايات حول وقائع المعركة لكنها انتهت بمقتل طلحة والزبير وانتصار علي، وعودة عائشة إلى المدينة. وحول سبب عدم قيام علي بالاقتصاص من قتلة عثمان، فالبعض يرى أنه كان صعبا لاختلاط القتلة بجيش ومؤيدي علي الذي لم يكن لديه ما يكفي من القوة والسيطرة الكافية لتطبيق الحد فانتظر حتى تهدأ الفتنة وهذا ما قاله علي لطلحة والزبير في بعض الروايات. قام علي بعد معركة الجمل بنقل عاصمة الخلافة من المدينة إلى الكوفة نظرا لموقعها الاستراتيجي الذي يتوسط أراضي الدولة الإسلامية أنذاك، ولكثرة مؤيديه هناك.

دولة الخِلافة الراشدة بعد التحكيم بين عليّ ومُعاوية:
الأقاليم الخاضعة لعليّ
الأقاليم الخاضعة لمُعاوية
الأقاليم الخاضعة لعمرو بن العاص

كان معاوية بن أبي سفيان -والي الشام في عهد عثمان- قد أعلن رفضه تنفيذ قرار العزل، كما امتنع عن تقديم البيعة لعلي، وطالب بالثأر لابن عمه عثمان، ويشكك أيضا الكثيرين في أهداف معاوية المعلنة حيث يرون معارضته كانت لأطماع سياسية. حين انتهى علي من معركة الجمل توجه إلى الكوفة فدخلها في الثاني عشر من رجب 36 هـ ثم أرسل جرير بن عبد الله إلى معاوية يدعوه للمبايعة والطاعة لكن معاوية رفض المبايعة إلا بعد الاقتصاص من قتلة عثمان. عاد الرسول إلى علي برفض معاوية، فتوجه علي بجيشه إلى الشام وعسكر الجيشان حين التقيا بموقع يسمى صفين، ثم بدأت مفاوضات بين الطرفين عبر الرسائل، واستمرت لمدة مائة يوم لكنها لم تأت بنتيجة، فبدأت مناوشات بين الجيشين أسفرت عن قتال استمر لمدة أسبوع فيما يعرف بمعركة صفين (36 - 37 هـ / 657م). بدا جيش علي على مشارف الانتصار وجيش معاوية على وشك الهزيمة، فاقترح عمرو بن العاص -وكان في جيش معاوية- عمل حيلة وهي أن يقوم الجنود برفع المصاحف على أسنة الرماح، مطالبين بالتحكيم وفقا للشريعة الإسلامية. يقول ابن خلدون أن عليا حذر المسلمين من الخديعة إلا أن جماعة ممن صاروا فيما بعد من الخوارج أصروا على القبول بالتحكيم وهددوه بالقتل ووافق بعد إلحاح منهم، وعندما أرادوا حكما اختاروا أبي موسى الأشعري لكن علي رفضه لعدم ثقته به وتخليه عنه فيما سبق ورشح الأشتر النخعي إلا أنهم رفضوه واستقر الأمر على الأشعري، رفض جنود علي من الخوارج التحكيم معتبرين أن معاوية كافر بخروجه عن طاعة الخليفة الشرعي وبهذا يجب قتله، واعتبروا التحكيم خروج عن حكم الله والاحتكام بحكم البشر -رغم أن تأكيد بعض المؤرخين على أنهم من رشحوه- فذهبوا لعلي يستتيبوه ويحثوه على قتال معاوية ونقض اتفاق التحكيم لكنه رفض، مما أدى إلى انسحاب الخوارج من جيش علي. وأورد ابن كثير في رواية تقول أن علي وافق على التحكيم وعارضه بعض الناس. في هذه الأثناء اختار معاوية عمرو بن العاص حكما من طرفه وكان الحكم من طرف علي هو أبو موسى الأشعري، واجتمع الحكمان لإيجاد حل للنزاع، فدار بينهما جدال طويل، واتفقا في النهاية على خلع معاوية وعلي وترك الأمر للمسلمين لاختيار خليفة غيرهما، فخرج الحكمان للناس لإعلان النتيجة التي توصلا إليها، فأعلن أبو موسى الأشعري خلع علي ومعاوية، فقام عمرو بن العاص وقال: «إن هذا قد قال ما سمعتم وخلع صاحبه، وأنا أخلع صاحبه كما خلعه. وأثبت صاحبي معاوية» فقال له أبو موسى الأشعري: «غدرت وفجرت» ودار عِراك بينهم. بعد حادثة التحكيم عاد القتال من جديد واستطاع معاوية أن يحقق بعض الانتصارات وضم عمرو بن العاص مصر بالإضافة إلى الشام وقتل واليها محمد بن أبي بكر.

### معركة النهروان
وأخيرا قاتل علي الخوارج وهزمهم في معركة النهروان (39 هـ / 659م)، حيث انسحبوا من جيشه ثم قاموا يقطعون الطرق ويسألون الناس حول ارائهم في الخلفاء الأربعة فيقتلون من يخالفهم في الرأي بشكل بشع.

### حكمه

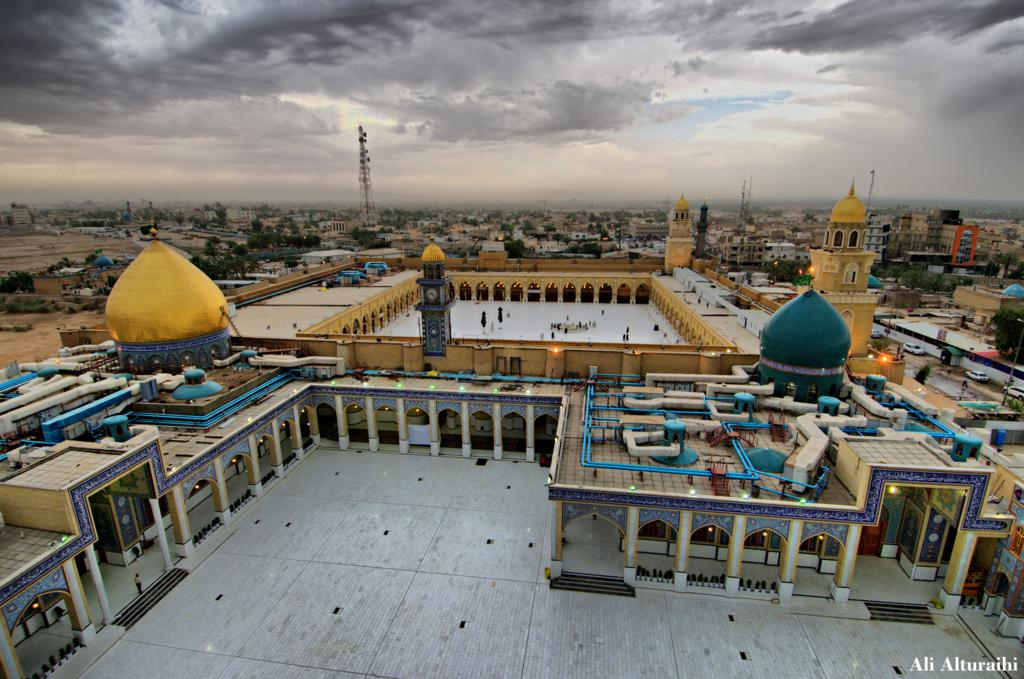
مسجد الكوفة حيث كان مقر خلافة علي بن أبي طالب وتظهر في الصورة (إلى اليسار) مرقد ابن أخيه مسلم بن عقيل.

ورغم أن علي لم يقم بأي فتوحات طوال فترة حكمه إلا أنها اتصفت بالكثير من المنجزات المدنية والحضارية منها تنظيم الشرطة وإنشاء مراكز متخصصة لخدمة العامة كدار المظالم ومربد الضوال وبناء السجون،  وكان يدير حكمه انطلاقا من دار الإمارة، كما ازدهرت الكوفة في عهده وبنيت بها مدارس الفقه والنحو وقد أمر علي بن أبي طالب أبا الأسود الدؤلي بتشكيل حروف القرآن لأول مرة، ويعتقد بعض الباحثين أنه أول من سك الدرهم الإسلامي الخالص، مخالفين بهذا المصادر التاريخية الأخرى التي تقول أن عبد الملك بن مروان هو أول من ضرب الدراهم الإسلامية الخالصة.
في عهده أيضا نشط عبد الله بن سبأ وأتباعه الذين عرفوا بالسبئية والتي يعتقد البعض أنهم أصل حركة التشيع، والبعض الآخر يقول أنهم أول من قال بتأليه أئمة الشيعة، وآخرون يشككون في وجود السبئية من الأساس. يروى أن علي بن أبي طالب جمعهم وأمر بحفر الأخاديد وأضرم فيها النيران وأعدمهم بالحرق ولم يبق منهم إلا القليل.
يعتبر العديد من الكتاب الباحثين أن عليا لم يكن رجلا سياسيا ناجحا أو لم يتمتع بالمرونة السياسية المناسبة. قال عنه ويلفرد مادلونغ أنه كان متمسكا بتعاليم دينه بشدة وغير مستعد للتنازل عن مبادئه من أجل المنفعة السياسية.

## اغتياله

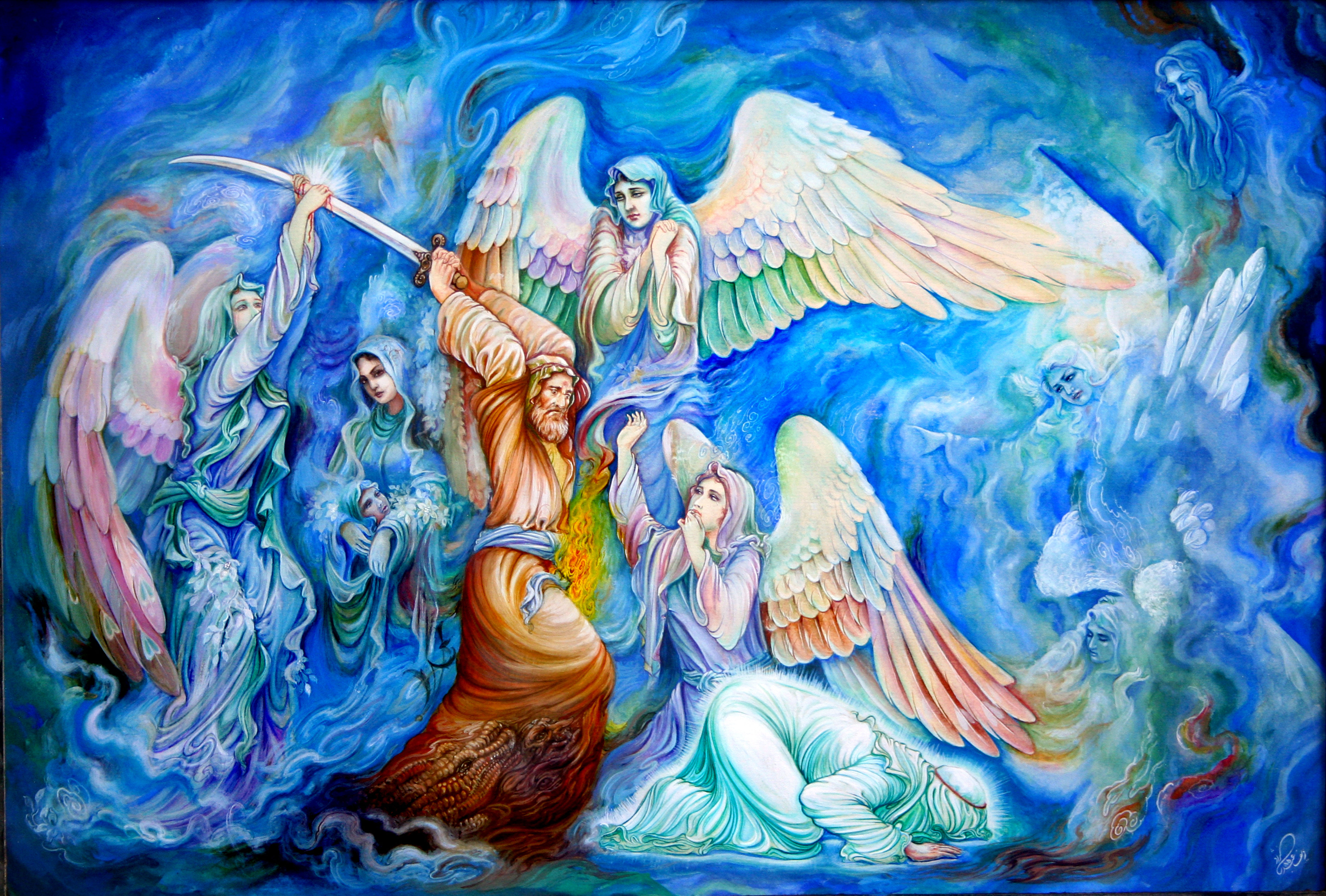
اغتيال علي بيد ابن ملجم بريشة فنان إيراني.

كان علي يؤم المسلمين في صلاة الفجر في مسجد الكوفة، و في أثناء الصلاة ضربه عبد الرحمن بن ملجم بسيف مسموم على رأسه، فقال علي جملته الشهيرة: «فزت ورب الكعبة»، وتقول بعض الروايات أن علي بن أبي طالب كان في الطريق إلى المسجد حين ضربه ابن ملجم؛ ثم حمل على الأكتاف إلى بيته وقال: «أبصروا ضاربي أطعموه من طعامي، واسقوه من شرابي، النفس بالنفس، إن هلكت، فاقتلوه كما قتلني وإن بقيت رأيت فيه رأيي» ونهى عن تكبيله بالأصفاد وتعذيبه. وجيء له بالأطباء الذين عجزوا عن معالجته فلما علم علي أنه ميت قام بكتابة وصيته كما ورد في مقاتل الطالبيين. ظل السم يسري بجسده إلى أن توفي بعدها بثلاثة أيام، تحديدا ليلة 21 رمضان سنة 40 هـ عن عمر يناهز 64 حسب بعض الأقوال. وبعد مماته تولى عبد الله بن جعفر والحسن والحسين غسل جثمانه وتجهيزه ودفنه، ثم اقتصوا من ابن ملجم بقتله. ولقب الشيعة علي بن أبي طالب بعدها بشهيد المحراب.

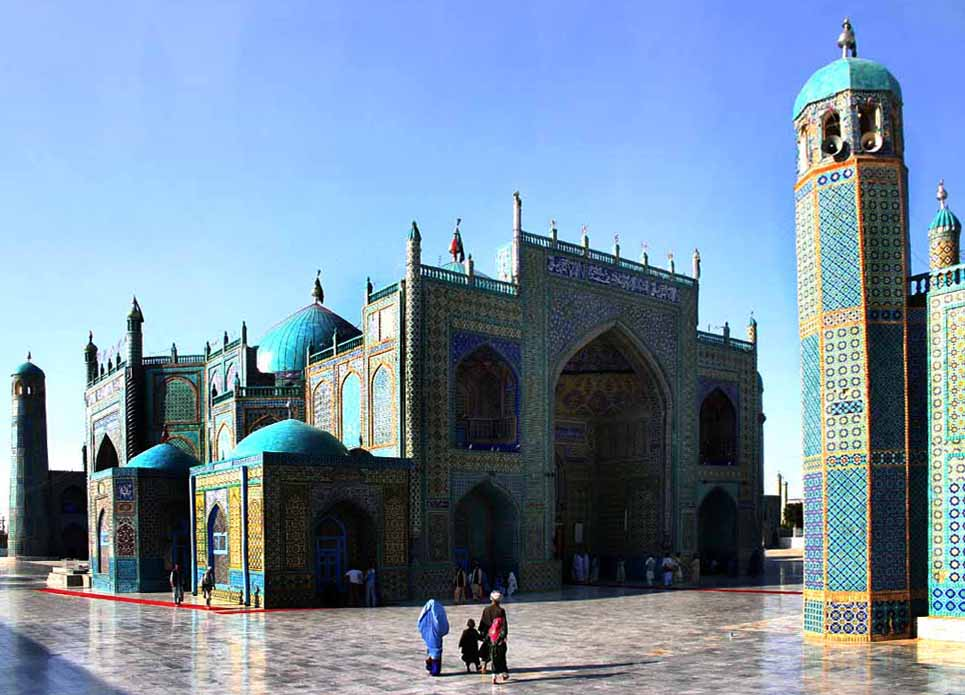
المسجد الأزرق بمزار شريف، أفغانستان.

وعبد الرحمن بن ملجم أحد الخوارج كان قد نقع سيفه بسم زعاف لتلك المهمة. ويُروى أن ابن ملجم كان اتفق مع اثنين من الخوارج على قتل كل من معاوية بن أبي سفيان وعمرو بن العاص وعلي بن أبي طالب يوم 17 رمضان، فنجح بن ملجم في قتل علي وفشل الآخران.
تذكر العديد من كتب الحديث النبوي وكتب التاريخ أن محمد قد تنبأ بمقتل علي، وتعددت رواياتهم حول ذلك ومنها: «يا علي أبكي لما يُسْتَحَلُّ منك في هذا الشهر، كأني بك وأنت تريد أن تُصلِّي وقد انبعث أشقى الأولين والآخرين، شقيق عاقر ناقة صالح، يضربك ضربة على رأسك فيخضب بها لحيتك»
وفقا للشيخ المفيد فإن علي بن أبي طالب طلب من ابنه الحسن أن يدفنه سرا وأن لا يعرف أحد مكان دفنه، لكي لا يتعرض قبره للتدنيس من قبل أعدائه. وظل مدفن علي مجهولا إلى أن أفصح عن مكانه جعفر الصادق في وقت لاحق خلال الخلافة العباسية. وبحسب الرواية الأكثر قبولا عند الشيعة فإن علي بن أبي طالب دفن في النجف حيث بني مشهد ومسجد علي الموجود حتى الآن. ويعتقد بعض من المسلمين خاصة في أفغانستان أن جسد علي بن أبي طالب مدفون في المسجد الأزرق في مدينة مزار شريف الأفغانية؛ مستندين إلى روايات تقول أن أبا مسلم الخراساني قام بنقل جثمان علي سرا بمساعدة بعض فرسانه إلى تل حمران بقرية بلخ شمال أفغانستان، حتى جاء السلطان حسين بيقرة فبنى المرقد الحالي في ذلك المكان سنة 1480م حسب الروايات الأفغانية. وبالمُقابل، فإنَّ بعض علماء أهل السنة قال ببطلان نسب القبر الكائن في النجف إلى علي بن أبي طالب وقالوا أنَّ جثمانه حُمل على ناقته وأطلقت في الصحراء فلا يعلم أحد أين قبره تحديدًا، وقال آخرون أنه دفن بمقر الإمارة بالكوفة، وقيل بحائطِ جامعِ الكوفةِ. وقد حكى الخطيبُ البغدادي عن أبي نعيم الفضلِ بنِ دكين أن الحسنَ والحسينَ حولاه فنقلاهُ إلى المدينةِ فدفناه بالبقيعِ عند قبرِ زوجتهِ فاطمةَ أمهما.

## بعد مماته
رحل علي بن أبي طالب تاركا خلفه الفتنة مشتعلة بين المسلمين، واستلم الخلافة من بعده ابنه الحسن بن علي وبايعه الناس في الكوفة، واستمرت خلافته ستة أشهر، وقيل ثمانية، وانتهت خلافته فيما عرف بعام الجماعة بصلح الحسن مع معاوية وتنازله عن الحكم حقنا لدماء المسلمين، ويقال أن قبوله للصلح يرجع لضعف موقفه حيث استطاع معاوية بسط نفوذه على الشام ومصر وكانت جيوش الحسن ضعفت بعد قتال الخوارج. كما تذكر بعض المصادر أن أحد بنود الصلح كانت أن يكون الأمر بعد موت معاوية للحسن ثم لأخيه الحسين. يذكر ابن كثير وابن الأثير أن الحسين بن علي كان رافضا صلح أخيه مع معاوية، وأنه كان يريد السير على نهج أبيه والقتال حتى النهاية، ومع إصرار أخيه الحسن الشديد سلم الحسين بالأمر، بعد وفاة الحسن ثم معاوية أعلن الحسين ثورته ضد يزيد بن معاوية، وقتل في معركة كربلاء في مواجهة جيش يزيد. تقول بعض المصادر أن في الفترة الأموية استحدثت سنة سب علي على المنابر حتى ابطلها عمر بن عبد العزيز.

## مكانته
اختلف المسلمون عبر التاريخ الإسلامي في مكانة علي بن أبي طالب، وقد ترواحت اعتقادات الطوائف الإسلامية، فالسنّة يعدونه أحد العشرة المبشرين بالجنة والخليفة الراشد الرابع للمسلمين ومن آل بيت الرسول. وبعض الفرق يعتقدون بألوهيته والاعتقاد بعصمته. والشيعة يعتقدون بأنه أول إمام وبعصمته. ولكن غالبية المسلمين أجمعوا على فضله ومكانته.

### بعض ما ورد في فضله
مما أجمع المسلمون على وروده ما يلي:
- عن النبي  أنه أرسل لفتح خيبر مرتين أبو بكر وعمر  فما استطاعا فتحها، فقال : « لأعطين الراية غدا رجلا يحب الله ورسوله ويحبه الله ورسوله، يفتح الله على يديه»، فلما كان الغد، دعا عليا فأعطاه الراية ففتح خيبر.
- عن النبي  أنه قال لعلي حين استخلفه على المدينة في غزوة تبوك: « أما ترضى أن تكون مني بمنزلة هارون من موسى إلا أنه لا نبي بعدي».
- عن علي أنه قال: «والذي فلق الحبة وبرأ النسمة، إنه لعهد النبي الأمي إلي أن لا يحبني إلا مؤمن ولا يبغضني إلا منافق».
- قَالَ رَسُولُ اللَّهِ ﷺ: « إِنَّهُ لَمْ يَكُنْ قَبْلِي نَبِيٌّ إِلَّا قَدْ أُعْطِيَ سَبْعَةَ رُفَقَاءَ نُجَبَاءَ وُزَرَاءَ، وَإِنِّي أُعْطِيتُ أَرْبَعَةَ عَشَرَ: حَمْزَةُ، وَجَعْفَرٌ، وَعَلِيٌّ، وَحَسَنٌ، وَحُسَيْنٌ، وَأَبُو بَكْرٍ، وَعُمَرُ، وَالْمِقْدَادُ، وَعَبْدُ اللَّهِ بْنُ مَسْعُودٍ، وَأَبُو ذَرٍّ، وَحُذَيْفَةُ، وَسَلْمَانُ، وَعَمَّارٌ، وَبِلَالٌ ».[169]

### أهل السنة والجماعة

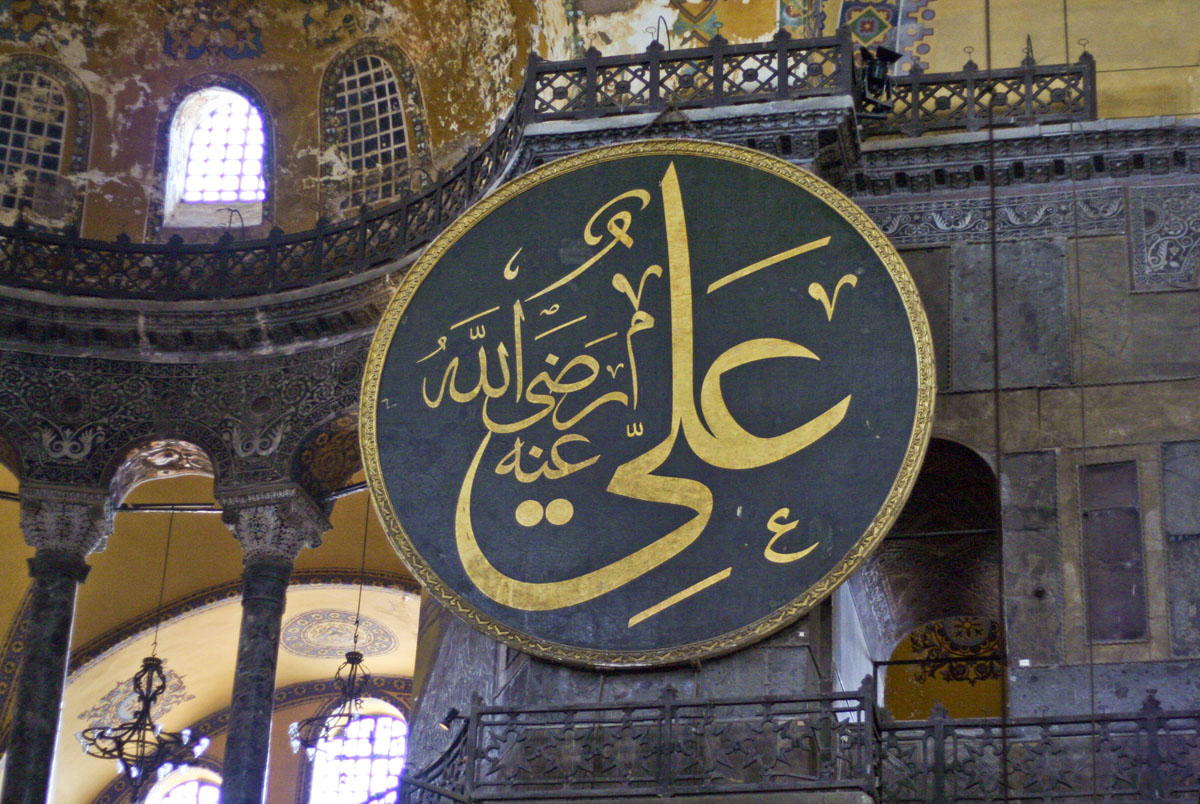
رسم لاسم علي بن أبي طالب على أحد الصحون الجدارية العملاقة في آيا صوفيا.

يعد أهل السنة والجماعة علي بن أبي طالب أحد الصحابة ومن أهل بيت النبي ورابع الخلفاء الراشدين وأحد العشرة المبشرين بالجنة، ولا يعتقدون بوصايته، لكنه أحد عظماء الإسلام عندهم. كما يعتقدون أنه أفضل أئمة المسلمين مع الرسول محمد وأبي بكر وعمر وعثمان. ومنظورهم تجاه علي يعد وسطيًا ومختلفًا عن فرق الشيعة المختلفة، فهم لا يفسقونه ولا يغالون فيه فيما يرونه مطابقًا لحديث الرسول محمد الذي قال: «خير الأمور أوسطها». وعادة ما يفسرون الخلافات التي تحدث بين علي وغيره من الصحابة بأنه اختلاف اجتهادي من صحابة عدول وليس خلاف دنيوي أو صراع على السلطة أو غيره وفقًا لعقيدة عدالة الصحابة.
كما تعتقد أغلب فرق الصوفية المنتسبة لأهل السنة بأن علي صحابي له مكانة دينية عظيمة، وإنه كان من أولياء الله الصالحين وكبير علماء الصوفية. ويرجع السند المتصل لجميع مشايخ الطرق الصوفية إلى علي بن أبي طالب باستثناء الطريقة النقشبندية.

### الشيعة الإمامية

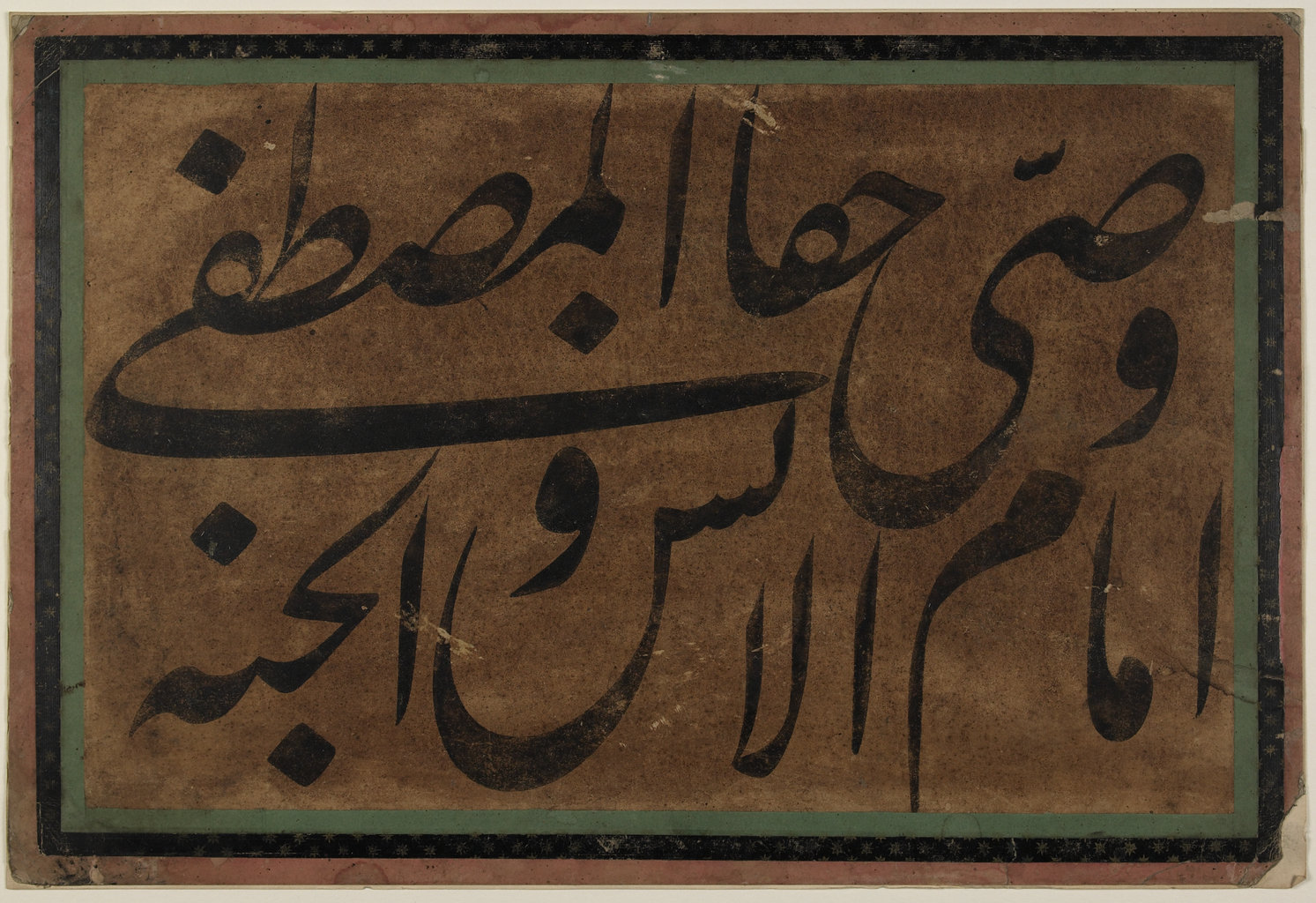
تخطيط شيعي إمامي هندي بالخط الفارسي يمتدح علي بن أبي طالب: «إمام الإنس والجن وصي المصطفى حقا».

يرى الشيعة الإمامية أن علي بن أبي طالب هو الخليفة الشرعي للمسلمين ويسمونه بالوصيّ، ويوافقهم في ذلك الطرق الصوفية الشيعية. كما يعتقدون بعصمة علي بن أبي طالب من الخطأ إلى جانب عصمته من السهو والنسيان هو والنبي وأهل البيت، وقال بعضهم أن علي بن أبي طالب أفضل من الأنبياء والرسل بما فيهم أولي العزم من الرسل كإبراهيم وموسى وعيسى باستثناء الرسول محمد، وأيضا يقول بعض علماء الاثنا عشرية بأن علي بن أبي طالب مساو للرسول محمد إلا في النبوة، وقد قال الخميني أحد كبار مراجع الشيعة المعاصرين عن عقيدة الإثنا عشرية في علي بن أبي طالب: «إن من ضرورات مذهبنا أن لأئمتنا مقاما لا يبلغه ملك مقرب ولا نبي مرسل». ووفقًا لهذا المعتقد فإنهم يرفضون أي رواية يظهر فيها اختلاف بين آراء علي وغيره ممن يعدونهم معصومين مثل محمد وفاطمة وابنيه الحسن والحسين.[بحاجة لمصدر]
يتوافد الزوار من الشيعة الإمامية لزيارة مرقد علي في النجف ويقومون بتلاوة الزيارات حيث يعد من أكثر الأماكن المقدسة لديهم مثل زيارة أمين الله، وزيارة أمير المؤمنين. كما يبدأ الإمامية-كسائر المسلمين- طوافهم حول الكعبة بدءًا من الركن الشرقي ويُسمَّى أيضًا بالركن الأسود لأن الحجر الأسود مُثَبَّتٌ فيه ومنه يبدأ الطواف حول الكعبة. وذلك أثناء أداء مناسك الحج أوالعمرة.

### الشيعة الزيدية
تعتقد الشيعة الزيدية أن علي بن أبي طالب الذي يعتقدون أنه أفضل أمة محمد بعد الرسول ثم تأتي فاطمة والحسن والحسين ومن بعدهم ذريتهما. وقد سميت الزيدية بهذا الاسم لاتباعهم زيد بن علي وهو من ذرية علي بن أبي طالب. قال عبد الله بن الحسن أحد أئمة الزيدية: «العَلَمُ بيننا وبين الناس: عليُّ بنُ أبي طالبٍ، والعَلَمُ بيننا وبين الشيعة: زيدُ بنُ عليٍّ» ويعتقدون أن الرسول أوصى لعلي بن أبي طالب بالخلافة، على الرغم من إقرارهم بخلافة أبي بكر وعمر وعثمان. ولا تعتقد الشيعة الزيدية أن عليا بن أبي طالب أفضل من الأنبياء والرسل، ولا بأنه معصوم.

### الفرق المنقرضة

تخطيط علاهي لصفات عليّ بن أبي طالب على شكل أسد، وهو أحد ألقابه: أسد الله الغالب.

تقول بعض المصادر أن جماعة عبد الله بن سبأ المعروفة باسم السبئية كانت تؤمن بألوهية علي بن أبي طالب، كما اتُهمت بعض الفرق بالغلو لاعتقادها بتأليه علي بن أبي طالب، ويعتقد البعض أن هناك بعض الفرق الباطنية أي أنها تخفي عقائدها الحقيقية ومنها الاعتقاد بألوهية علي. أغلب الفرق المتهمة بالغلو والباطنية انقرضت وإن كانت فرق كالنصيرية والدروز توصف بالباطنية في الوقت الحالي من قبل بعض علماء السنة والشيعة الإمامية.
يقول الخوارج بكفر علي بن أبي طالب حين قبل بوثيقة التحكيم التي عرضها عليه معاوية بن أبي سفيان، وخلع نفسه من إمارة المؤمنين وساوى نفسه بمعاوية وهو وال من ولاة الدولة، ويعتقدون أن الحكمين حكما برأيهما ولم يحكما بحكم الله الذي يقضي بتأييد حق علي في الخلافة ووفقا لعقيدتهم فإن كل من يرتكب إثما فهو كافر، وقد قتله الخارجي عبد الرحمن بن ملجم.
كما ظهرت بين المسلمين في القرون الأولى جماعات أخرى تقلل من شأن علي أو تفسقه أطلق عليها اسم النواصب. ويطلق لقب ناصبي بصفة عامة على كل من يعادي علي وآل البيت.

### الباحثون المعاصرون
يعتقد الكثير من الباحثين المعاصرين أن سيرة علي بن أبي طالب وغيره من الشخصيات الإسلامية تم التلاعب بها للتعظيم من شأنه وإضفاء القدسية عليه أحيانا والتقليل من مكانته أحيانا أخرى وذلك لخدمة مصالح سياسية معينة. على سبيل المثال يقول البعض أن عبد الله بن سبأ سبّب الخلاف بين علي وعمر بن الخطاب لكن علي الوردي وصف هذا التحليل بالتافه، ويضيف الوردي أنه لا يمكن لشخص واحد مهما كان ذكيًا أن يعبث هذا العبث الكبير. ويرى البعض من الباحثين المعاصرين أن الدولة الصفوية هي التي عمدت إلى المبالغة في تقديس علي وتعظيم الخلاف بين علي والصحابة مثل عمر في صراعها مع الدولة العثمانية، ومن رواد هذا التحليل علي شريعتي وحسن العلوي حيث أن حسن العلوي أول من تطرق إلى هذا التحليل في كتاب «دماء على نهر الكرخة». كما يقول بعض الباحثين كأحمد صبحي منصور أن الأمويين قاموا بالتقليل من شأن علي ورفع شأن معاوية عبر نشر روايات ملفقة يرويها القصاصون في المساجد والشوارع كما رواها بعض الصحابة منهم أبو هريرة وعمرو بن العاص والمغيرة بن شعبة ومن التابعين عروة بن الزبير ويقول الشافعي في ذلك:«ما أقول في رجل أسرّ أولياؤه مناقبه تقية، وكتمها أعداؤه حنقا وعداوة، ومع ذلك فقد شاع ما بين الكتمانين ما ملأ الخافقين»، فضلًا عن لعن علي على المنابر مع كل صلاة.

### غير المسلمين
بالنسبة لرؤى غير المسلمين فقد أثنى عليه بعضهم مثل إدوارد جيبون في كتابه الشهير «تاريخ أفول وسقوط الدولة الرومانية» والسير ويليام موير. وقال عنه الشاعر جبران خليل جبران: «إن علي بن أبي طالب كلام الله الناطق، وقلب الله الواعي، نسبته إلى من عداه من الأصحاب شبه المعقول إلى المحسوس، وذاته من شدة الإقتراب ممسوس في ذات الله». والبعض الآخر من غير المسلمين لديه رؤى سلبية تجاه علي مثل هنري لامينز.

## علمه
عُرف علي بن أبي طالب بعلمه الغزير سواء كانت علوم دينية أو دنيوية. فقد عرف ببراعته في الرياضيات وسرعته في حل المسائل الحسابية، كما ذُكر له وصف الذرة. وكان متمكنا من علوم اللغة كالنحو والبلاغة، فكان معلم أبي الأسود الدؤلي، ويقال أنه أول من صنف كتابا بالفقه. وكان معلم ابن عباس. وكان يحث الناس على سؤاله حرصا منه على نشر العلم. بل تروى بعض المصادر الشيعية ان حتى خادمته فضة كانت تعلم علم الكيمياء.

### تراثه

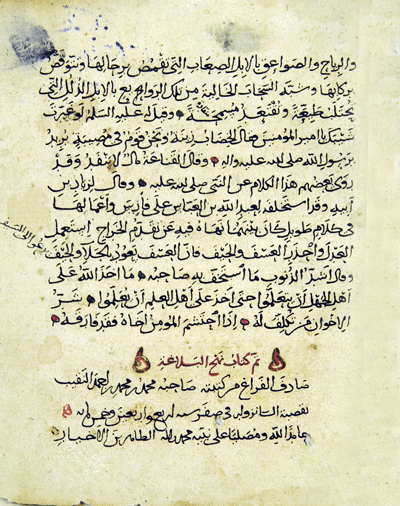
إحدى صفحات نسخة قديمة من نهج البلاغة.

- كتاب نهج البلاغة: يعد كتاب نهج البلاغة من أهم الكتب الشيعية التي تحتوي على حكم وأقوال علي بن أبي طالب، وقد جمعه الشريف الرضي بينما يرى بعض أهل السنة عدم صحة نسب هذا الكتاب لعلي بن أبي طالب.[201][202] وهو من الكتب المعتبرة لدى الشيعة والكثير من الصوفية حيث يعدونه من أحد أهم الأعمال الفقهية والدينية والسياسية في الإسلام.[7][203] وقد تم تأليف شروح وتعليقات على الكتاب من محتلف الكتّاب السنة والشيعة مثل شرح نهج البلاغة لابن أبي الحديد.[204] وشرح الأستاذ الإمام الشيخ محمد عبدة مفتي الديار المصرية سابقًا.
- كتاب أنوار العقول من أشعار وصي الرسول: كذلك منسوب لعلي بن أبي طالب ديوان شعر يعرف باسم «أنوار العقول من أشعار وصي الرسول» وهو ديوان فيه أشعار بقوافي جميع أحرف الهجاء، وجدير بالذكر أن مؤلفه هو قطب الدين الكيدري وهو عالم شيعي إثنا عشري توفي عام 610 هـ.[205]
- كتاب غرر الحكم ودرر الكلم: فيه حكم وأقوال قصيرة لعلي جمعه عبد الواحد الآمدي التميمي المتوفى سنة 550 هـ.
- كتاب نهج البردة: وهناك مخطوط لكتاب «نهج البردة» ينسب لعلي بن أبي طالب محفوظ في مكتبة الروضة الحيدرية الشيعية في النجف.[206]
- ثلاثة مصاحف بخط يده: علي من كتاب الوحي ويقال أنه أول من جمع القرآن، فينسب له ثلاثة مصاحف مكتوبة بخط يده أولها محفوظ بمتحف صنعاء،[207] والثاني محفوظ بمكتبة رضا رامبور بالهند،[208] أما المصحف الثالث فيمتلك المركز الوطني للمخطوطات بالعراق إثنتي عشرة صفحة منه وباقي المصحف محفوظ في مكتبة أمير المؤمنين في النجف.[209]
- أحاديث: ينسب له العديد من الأحاديث المروية عن محمد ووردت في مختلف كتب الحديث لكافة الفرق الإسلامية.
- روايته للحديث: روى عن الرسول محمد، وأبو بكر وعمر بن الخطاب. وروى عنه بنوه الحسن والحسين ومحمد وعمر، وعبد الله بن مسعود، وعبد الله بن عمر، وعبد الله بن عباس، وعبد الله بن جعفر، وعبد الله بن الزبير، وأبو موسى الأشعري،  وأبو سعيد الخدري، وجابر بن عبد الله، وأبو أمامة، وأبو هريرة، وجمع من الصحابة.[210]

### من أقواله
من أقواله: «أيها الناس اعلموا أن كمال الدين طلب العلم والعمل به، ألا وإن طلب العلم أوجب عليكم من طلب المال، إن المال مقسوم مضمون لكم قد قسمه عادل بينكم وضمنه، والعلم مخزون عند أهله قد أمرتم بطلبه من أهله فاطلبوه».
ومن الشعر المنسوب له:
وحسب مصادر الشيعة الإثنا عشرية فإن له أدعية مأثورة منها دعاء كميل ودعاء الصباح ودعاء يستشير. ويوجد الكثير من أخبار ومواقف وسيرة علي بن أبي طالب مقيدة في أحد أهم كتب الطائفة الإثناعشرية وهو كتاب كتاب سليم بن قيس لمؤلفه سليم بن قيس الهلالي الذي صحب علي وأخذ الأخبار عنه.
وقد قال الأمين العام السابق للأمم المتحدة كوفي عنان: «قول علي بن أبي طالب: "يا مالك، إن الناس إما أخ لك في الدين أو نظير لك في الخلق"، هذه العبارة يجب أن تعلَّق على كلّ المنظمات، وهي عبارة يجب أن تنشدها البشرية» وبعد أشهر اقترح عنان أن تكون هناك مداولة قانونية حول كتاب علي إلى مالك الأشتر. اللجنة القانونية في الأمم المتحدة، بعد مدارسات طويلة، طرحت هل هذا يرشح للتصويت؟ وقد مرّت عليه مراحل ثم رُشِّح للتصويت، وصوتت عليه الدول بأنه أحد مصادر التشريع الدولي.

## شخصه
ذُكر في الاستيعاب عن شكله نقلا عن ابن إسحاق: «كان رجلًا آدم شديد الأدمة مقبل العينين عظيمهما ذا بطن أصلع ربعة إلى القصر لا يخضب»، في حين ذكر ابن سعد مجموعة من الروايات تفيد بأنه كان أبيض الرأس عريض اللحية والمنكبين ضخم البطن والعضلات.

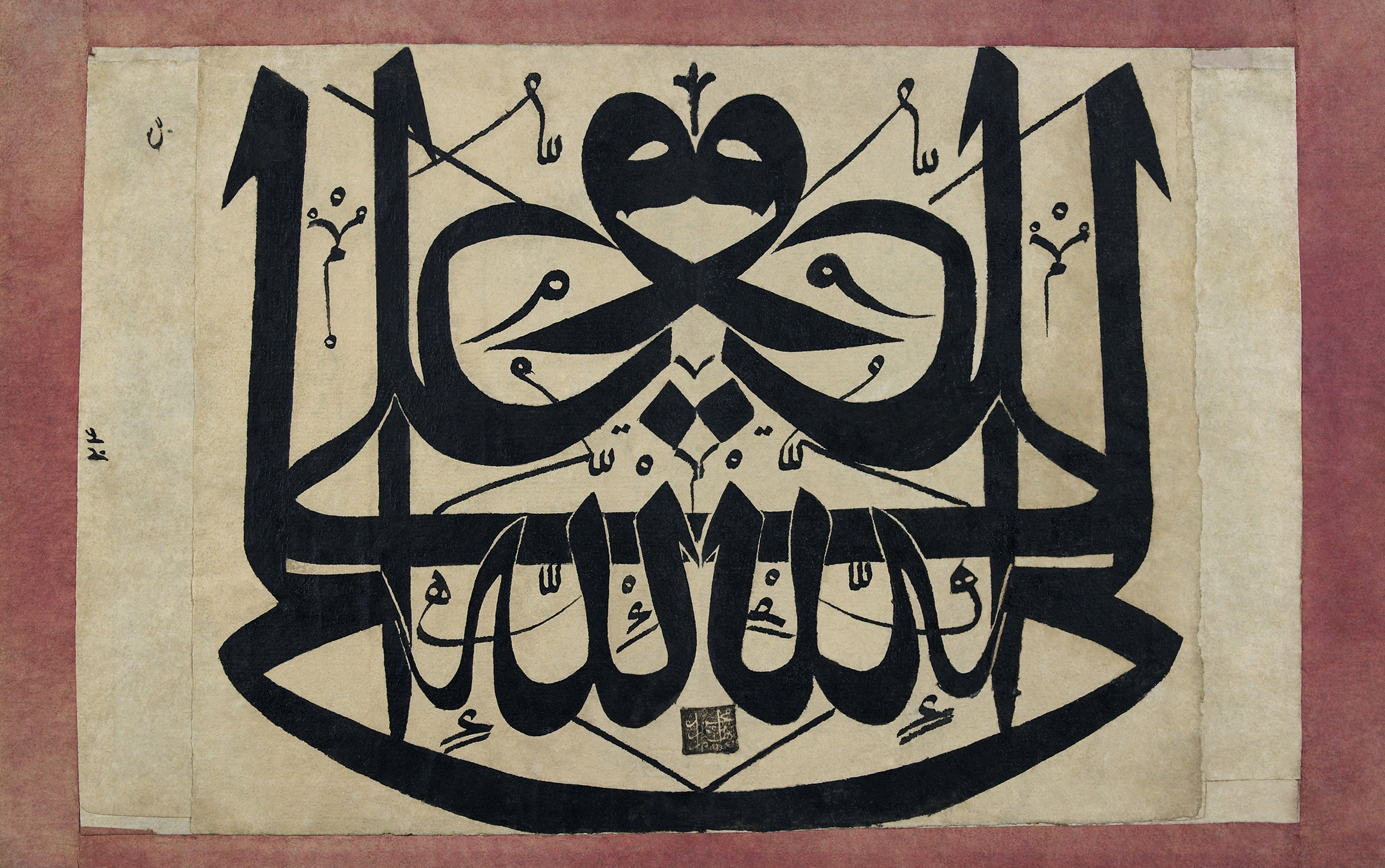
مخطوطة ترجع إلى زمن الخلافة العثمانية في القرن الثامن عشر. مكتوب فيها «علي ولي الله» بطريقة المرآة في كلا الاتجاهين.

يعد المسلمون علي بن أبي طالب أحد النماذج التي يحتذى بها في دينه وأخلاقه وتعاملاته فهو أحد أفضل الصحابة العدول عند السنة وهو الشخص المعصوم المتكامل لدى الشيعة، ويتميز بالشجاعة والبلاغة بشكل أساسي كما يوجد الكثير من الأحاديث عن كرمه وزهده وعدله وغيرها من الصفات في المصادر الإسلامية.

## ألقابه
من ألقابه:
- ولي الله: حيث يقول بعض المفسرين مثل الطوسي أنه نزلت فيه آية: ﴿إِنَّمَا وَلِيُّكُمُ اللَّهُ وَرَسُولُهُ وَالَّذِينَ آمَنُوا الَّذِينَ يُقِيمُونَ الصَّلاةَ وَيُؤْتُونَ الزَّكَاةَ وَهُمْ رَاكِعُونَ﴾ (المائدة:55).[217][218]
- حيدرة: وتعني الأسد.[219][220]
- المرتضى.[220]
- أمير المؤمنين: تعده بعض الروايات الشيعية أول من لقب بأمير المؤمنين،[221][222] بينما تشير الروايات السنية أن عمر بن الخطاب أول من تسمى بأمير المؤمنين.
- يعسوب المؤمنين ويعسوب الدين.[219][223]
- الصديق الأكبر.[223]
- الفاروق الأعظم.[223]
- باب مدينة العلم: وهي تسمية مستندة لحديث الرسول محمد بن عبد الله يقول فيه: «أنا مدينة العلم وعلي بابها» وهو حديث يقبله كل الشيعة وبعض أهل السنة كالسيوطي الذي ذكر في كتابه تاريخ الخلفاء أنه حسن،[224] أما السلفية يرفضون هذا الحديث.[225][226][227]
- وليد الكعبة: لما ذكر بأنه ولد داخل الكعبة.
- شهيد المحراب: لأنه قتل أثناء الصلاة.[152]

ويُكنَّى:
- أبو الحسن.
- أبو تراب.[228]
- أبو السبطين.
- أبو الحسنين.
- أبو الريحانتين.

## عائلته
نسبه
- أبوه أبو طالب - واسمه عبد مناف - بن عبد المطلب - واسمه شيبة - بن هاشم - واسمه عمرو - بن عبد مناف - واسمه المغيرة - بنقصي - واسمه زيد - بن كلاب بن مرة بن كعب بن لؤي بن غالب بن فهر بن مالك بن النضر - واسمه قيس - ولقبه قريش بن كنانة بن خزيمة بن مدركة - واسمه عامر - بن إلياس بن مضر بن نزار بن معد بن عدنان.
- أمه فاطمة بنت أسد بن هاشم - واسمه عمرو - بن عبد مناف - واسمه المغيرة - بن قصي - واسمه زيد - بن كلاب بن مرة بن كعب بن لؤي بن غالب بن فهر بن مالك بن النضر - واسمه قيس - ولقبه قريش بن كنانة بن خزيمة بن مدركة - واسمه عامر - بن إلياس بن مضر بن نزار بن معد بن عدنان.

لدى علي ثلاثة أشقاء وأختين، وهم
- طالب بن أبي طالب.
- جعفر بن أبي طالب.
- عقيل بن أبي طالب.
- أم هانئ بنت أبي طالب.
- جمانة بنت أبي طالب.

زوجات علي بن أبي طالب وأبناؤه منهن
تزوج نساء اخريات غير فاطمة، أشهرهن خولة من بني حنيفة. وقد بلغ عدد أولاده من الذكور أحد وعشرين، ومن الإناث ثماني عشرة.
- فاطمة الزهراء بنت محمد بن عبد الله الهاشمية القرشية. أم:
  - الحسن بن علي.
  - الحسين بن علي.
  - المحسن بن علي. (مختلف عليه)
  - زينب بنت علي.
  - أم كلثوم بنت علي.
- خولة بنت جعفر بن قيس الحنفية البكرية وكانت من سبايا حرب اليمامة، أم:
  - محمد الأكبر وهو محمد بن الحنفية.
- الصهباء أم حبيبة بنت ربيعة التغلبية، أم:
  - عمر بن علي.
  - رقية بنت علي.
- إمامة بنت أبي العاص بن الربيع العبشمية القرشية (بنت زينب بنت النبي محمد، أم:
  - محمد الأوسط بن علي.
- أم البنين فاطمة بنت حزام بن خالد الكلابية، أم:
  - العباس بن علي.
  - عثمان بن علي.
  - جعفر بن علي بن أبي طالب.
  - عبد الله بن علي بن أبي طالب.

قتلوا جميعا في كربلاء.
- ليلى بنت مسعود بن خالد التميمية، أم:
  - أبو بكر بن علي بن أبي طالب.
  - عبيد الله بن علي.
- أسماء بنت عميس بن معاذ الخثعمية، أم:
  - يحيى بن علي.
  - محمد بن علي.
  - وقيل عون بن علي.
- أم سعيد بنت عروة بن مسعود الثقفية، أم:
  - رملة بنت علي.
  - أم الحسن بنت علي.
- محياة بنت امرئ القيس بن عدي بن أوس الكلبية،
- أم يعلى، هلكت وهي جارية لم تبرز.[231]

|        |        |        |        |           |           |           |           |           |           |       |       |       |       |  |  |           |           |           |           |           |           |  |  |  |  | قصي 400        |                |                |                |                |                |  |  |            |            |            |            |            |            |          |          |          |          |      |      |           |           |           |           |           |           |         |         |         |         |  |  |           |           |           |           |           |           |  |  |  |  |  |  |  |  |  |  |  |  |  |  |  |  |  |  |  |  |  |  |  |  |  |  |  |  |  |  |  |  |  |  |  |  |  |  |  |  |  |  |  |  |  |  |  |  |  |  |  |  |  |  |  |  |  |  |  |  |  |  |  |  |
|        |        |        |        |           |           |           |           |           |           |       |       |       |       |  |  |           |           |           |           |           |           |  |  |  |  |                |                |                |                |                |                |  |  |            |            |            |            |            |            |          |          |          |          |      |      |           |           |           |           |           |           |         |         |         |         |  |  |           |           |           |           |           |           |  |  |  |  |  |  |  |  |  |  |  |  |  |  |  |  |  |  |  |  |  |  |  |  |  |  |  |  |  |  |  |  |  |  |  |  |  |  |  |  |  |  |  |  |  |  |  |  |  |  |  |  |  |  |  |  |  |  |  |  |  |  |  |  |
|        |        |        |        |           |           |           |           |           |           |       |       |       |       |  |  |           |           |           |           |           |           |  |  |  |  |                |                |                |                |                |                |  |  |            |            |            |            |            |            |          |          |          |          |      |      |           |           |           |           |           |           |         |         |         |         |  |  |           |           |           |           |           |           |  |  |  |  |  |  |  |  |  |  |  |  |  |  |  |  |  |  |  |  |  |  |  |  |  |  |  |  |  |  |  |  |  |  |  |  |  |  |  |  |  |  |  |  |  |  |  |  |  |  |  |  |  |  |  |  |  |  |  |  |  |  |  |  |
|        |        |        |        | عبد العزى | عبد العزى | عبد العزى | عبد العزى | عبد العزى | عبد العزى |       |       |       |       |  |  |           |           |           |           |           |           |  |  |  |  | عبد مناف 430   | عبد مناف 430   | عبد مناف 430   | عبد مناف 430   | عبد مناف 430   | عبد مناف 430   |  |  |            |            |            |            |            |            |          |          |          |          |      |      | عبد الدار | عبد الدار | عبد الدار | عبد الدار | عبد الدار | عبد الدار |         |         |         |         |  |  |           |           |           |           |           |           |  |  |  |  |  |  |  |  |  |  |  |  |  |  |  |  |  |  |  |  |  |  |  |  |  |  |  |  |  |  |  |  |  |  |  |  |  |  |  |  |  |  |  |  |  |  |  |  |  |  |  |  |  |  |  |  |  |  |  |  |  |  |  |  |
|        |        |        |        | عبد العزى | عبد العزى | عبد العزى | عبد العزى | عبد العزى | عبد العزى |       |       |       |       |  |  |           |           |           |           |           |           |  |  |  |  | عبد مناف 430   | عبد مناف 430   | عبد مناف 430   | عبد مناف 430   | عبد مناف 430   | عبد مناف 430   |  |  |            |            |            |            |            |            |          |          |          |          |      |      | عبد الدار | عبد الدار | عبد الدار | عبد الدار | عبد الدار | عبد الدار |         |         |         |         |  |  |           |           |           |           |           |           |  |  |  |  |  |  |  |  |  |  |  |  |  |  |  |  |  |  |  |  |  |  |  |  |  |  |  |  |  |  |  |  |  |  |  |  |  |  |  |  |  |  |  |  |  |  |  |  |  |  |  |  |  |  |  |  |  |  |  |  |  |  |  |  |
|        |        |        |        |           |           |           |           |           |           |       |       |       |       |  |  |           |           |           |           |           |           |  |  |  |  |                |                |                |                |                |                |  |  |            |            |            |            |            |            |          |          |          |          |      |      |           |           |           |           |           |           |         |         |         |         |  |  |           |           |           |           |           |           |  |  |  |  |  |  |  |  |  |  |  |  |  |  |  |  |  |  |  |  |  |  |  |  |  |  |  |  |  |  |  |  |  |  |  |  |  |  |  |  |  |  |  |  |  |  |  |  |  |  |  |  |  |  |  |  |  |  |  |  |  |  |  |  |
|        |        |        |        | أسد       | أسد       | أسد       | أسد       | أسد       | أسد       |       |       |       |       |  |  | المطلب    | المطلب    | المطلب    | المطلب    | المطلب    | المطلب    |  |  |  |  | هاشم 464       | هاشم 464       | هاشم 464       | هاشم 464       | هاشم 464       | هاشم 464       |  |  |            |            |            |            | نوفل       | نوفل       | نوفل     | نوفل     | نوفل     | نوفل     |      |      |           |           |           |           | عبد شمس   | عبد شمس   | عبد شمس | عبد شمس | عبد شمس | عبد شمس |  |  |           |           |           |           |           |           |  |  |  |  |  |  |  |  |  |  |  |  |  |  |  |  |  |  |  |  |  |  |  |  |  |  |  |  |  |  |  |  |  |  |  |  |  |  |  |  |  |  |  |  |  |  |  |  |  |  |  |  |  |  |  |  |  |  |  |  |  |  |  |  |
|        |        |        |        | أسد       | أسد       | أسد       | أسد       | أسد       | أسد       |       |       |       |       |  |  | المطلب    | المطلب    | المطلب    | المطلب    | المطلب    | المطلب    |  |  |  |  | هاشم 464       | هاشم 464       | هاشم 464       | هاشم 464       | هاشم 464       | هاشم 464       |  |  |            |            |            |            | نوفل       | نوفل       | نوفل     | نوفل     | نوفل     | نوفل     |      |      |           |           |           |           | عبد شمس   | عبد شمس   | عبد شمس | عبد شمس | عبد شمس | عبد شمس |  |  |           |           |           |           |           |           |  |  |  |  |  |  |  |  |  |  |  |  |  |  |  |  |  |  |  |  |  |  |  |  |  |  |  |  |  |  |  |  |  |  |  |  |  |  |  |  |  |  |  |  |  |  |  |  |  |  |  |  |  |  |  |  |  |  |  |  |  |  |  |  |
|        |        |        |        | خويلد     | خويلد     | خويلد     | خويلد     | خويلد     | خويلد     |       |       |       |       |  |  |           |           |           |           |           |           |  |  |  |  | عبد المطلب 497 | عبد المطلب 497 | عبد المطلب 497 | عبد المطلب 497 | عبد المطلب 497 | عبد المطلب 497 |  |  |            |            |            |            |            |            |          |          |          |          |      |      |           |           |           |           |           |           |         |         |         |         |  |  |           |           |           |           |           |           |  |  |  |  |  |  |  |  |  |  |  |  |  |  |  |  |  |  |  |  |  |  |  |  |  |  |  |  |  |  |  |  |  |  |  |  |  |  |  |  |  |  |  |  |  |  |  |  |  |  |  |  |  |  |  |  |  |  |  |  |  |  |  |  |
|        |        |        |        | خويلد     | خويلد     | خويلد     | خويلد     | خويلد     | خويلد     |       |       |       |       |  |  |           |           |           |           |           |           |  |  |  |  | عبد المطلب 497 | عبد المطلب 497 | عبد المطلب 497 | عبد المطلب 497 | عبد المطلب 497 | عبد المطلب 497 |  |  |            |            |            |            |            |            |          |          |          |          |      |      |           |           |           |           |           |           |         |         |         |         |  |  |           |           |           |           |           |           |  |  |  |  |  |  |  |  |  |  |  |  |  |  |  |  |  |  |  |  |  |  |  |  |  |  |  |  |  |  |  |  |  |  |  |  |  |  |  |  |  |  |  |  |  |  |  |  |  |  |  |  |  |  |  |  |  |  |  |  |  |  |  |  |
|        |        |        |        |           |           |           |           |           |           |       |       |       |       |  |  |           |           |           |           |           |           |  |  |  |  |                |                |                |                |                |                |  |  |            |            |            |            |            |            |          |          |          |          |      |      |           |           |           |           |           |           |         |         |         |         |  |  |           |           |           |           |           |           |  |  |  |  |  |  |  |  |  |  |  |  |  |  |  |  |  |  |  |  |  |  |  |  |  |  |  |  |  |  |  |  |  |  |  |  |  |  |  |  |  |  |  |  |  |  |  |  |  |  |  |  |  |  |  |  |  |  |  |  |  |  |  |  |
| العوام | العوام | العوام | العوام | العوام    | العوام    |           |           | خديجة     | خديجة     | خديجة | خديجة | خديجة | خديجة |  |  | حمزة      | حمزة      | حمزة      | حمزة      | حمزة      | حمزة      |  |  |  |  | عبد الله 545   | عبد الله 545   | عبد الله 545   | عبد الله 545   | عبد الله 545   | عبد الله 545   |  |  |            |            |            |            | أبو طالب   | أبو طالب   | أبو طالب | أبو طالب | أبو طالب | أبو طالب |      |      |           |           | العباس    | العباس    | العباس    | العباس    | العباس  | العباس  |         |         |  |  | عبد العزى | عبد العزى | عبد العزى | عبد العزى | عبد العزى | عبد العزى |  |  |  |  |  |  |  |  |  |  |  |  |  |  |  |  |  |  |  |  |  |  |  |  |  |  |  |  |  |  |  |  |  |  |  |  |  |  |  |  |  |  |  |  |  |  |  |  |  |  |  |  |  |  |  |  |  |  |  |  |  |  |  |  |
| العوام | العوام | العوام | العوام | العوام    | العوام    |           |           | خديجة     | خديجة     | خديجة | خديجة | خديجة | خديجة |  |  | حمزة      | حمزة      | حمزة      | حمزة      | حمزة      | حمزة      |  |  |  |  | عبد الله 545   | عبد الله 545   | عبد الله 545   | عبد الله 545   | عبد الله 545   | عبد الله 545   |  |  |            |            |            |            | أبو طالب   | أبو طالب   | أبو طالب | أبو طالب | أبو طالب | أبو طالب |      |      |           |           | العباس    | العباس    | العباس    | العباس    | العباس  | العباس  |         |         |  |  | عبد العزى | عبد العزى | عبد العزى | عبد العزى | عبد العزى | عبد العزى |  |  |  |  |  |  |  |  |  |  |  |  |  |  |  |  |  |  |  |  |  |  |  |  |  |  |  |  |  |  |  |  |  |  |  |  |  |  |  |  |  |  |  |  |  |  |  |  |  |  |  |  |  |  |  |  |  |  |  |  |  |  |  |  |
|        |        |        |        |           |           |           |           |           |           |       |       |       |       |  |  |           |           |           |           |           |           |  |  |  |  |                |                |                |                |                |                |  |  |            |            |            |            |            |            |          |          |          |          |      |      |           |           |           |           |           |           |         |         |         |         |  |  |           |           |           |           |           |           |  |  |  |  |  |  |  |  |  |  |  |  |  |  |  |  |  |  |  |  |  |  |  |  |  |  |  |  |  |  |  |  |  |  |  |  |  |  |  |  |  |  |  |  |  |  |  |  |  |  |  |  |  |  |  |  |  |  |  |  |  |  |  |  |
| الزبير | الزبير | الزبير | الزبير | الزبير    | الزبير    |           |           |           |           |       |       |       |       |  |  |           |           |           |           |           |           |  |  |  |  | محمد 571       | محمد 571       | محمد 571       | محمد 571       | محمد 571       | محمد 571       |  |  | علي 599    | علي 599    | علي 599    | علي 599    | علي 599    | علي 599    |          |          | عقيل     | عقيل     | عقيل | عقيل | عقيل      | عقيل      |           |           | جعفر      | جعفر      | جعفر    | جعفر    | جعفر    | جعفر    |  |  |           |           |           |           |           |           |  |  |  |  |  |  |  |  |  |  |  |  |  |  |  |  |  |  |  |  |  |  |  |  |  |  |  |  |  |  |  |  |  |  |  |  |  |  |  |  |  |  |  |  |  |  |  |  |  |  |  |  |  |  |  |  |  |  |  |  |  |  |  |  |
| الزبير | الزبير | الزبير | الزبير | الزبير    | الزبير    |           |           |           |           |       |       |       |       |  |  |           |           |           |           |           |           |  |  |  |  | محمد 571       | محمد 571       | محمد 571       | محمد 571       | محمد 571       | محمد 571       |  |  | علي 599    | علي 599    | علي 599    | علي 599    | علي 599    | علي 599    |          |          | عقيل     | عقيل     | عقيل | عقيل | عقيل      | عقيل      |           |           | جعفر      | جعفر      | جعفر    | جعفر    | جعفر    | جعفر    |  |  |           |           |           |           |           |           |  |  |  |  |  |  |  |  |  |  |  |  |  |  |  |  |  |  |  |  |  |  |  |  |  |  |  |  |  |  |  |  |  |  |  |  |  |  |  |  |  |  |  |  |  |  |  |  |  |  |  |  |  |  |  |  |  |  |  |  |  |  |  |  |
|        |        |        |        |           |           |           |           |           |           |       |       |       |       |  |  |           |           |           |           |           |           |  |  |  |  |                |                |                |                |                |                |  |  |            |            |            |            |            |            |          |          |          |          |      |      |           |           |           |           |           |           |         |         |         |         |  |  |           |           |           |           |           |           |  |  |  |  |  |  |  |  |  |  |  |  |  |  |  |  |  |  |  |  |  |  |  |  |  |  |  |  |  |  |  |  |  |  |  |  |  |  |  |  |  |  |  |  |  |  |  |  |  |  |  |  |  |  |  |  |  |  |  |  |  |  |  |  |
|        |        |        |        |           |           |           |           |           |           |       |       |       |       |  |  | فاطمة     | فاطمة     | فاطمة     | فاطمة     | فاطمة     | فاطمة     |  |  |  |  |                |                |                |                |                |                |  |  |            |            |            |            |            |            |          |          | مسلم     | مسلم     | مسلم | مسلم | مسلم      | مسلم      |           |           |           |           |         |         |         |         |  |  |           |           |           |           |           |           |  |  |  |  |  |  |  |  |  |  |  |  |  |  |  |  |  |  |  |  |  |  |  |  |  |  |  |  |  |  |  |  |  |  |  |  |  |  |  |  |  |  |  |  |  |  |  |  |  |  |  |  |  |  |  |  |  |  |  |  |  |  |  |  |
|        |        |        |        |           |           |           |           |           |           |       |       |       |       |  |  | فاطمة     | فاطمة     | فاطمة     | فاطمة     | فاطمة     | فاطمة     |  |  |  |  |                |                |                |                |                |                |  |  |            |            |            |            |            |            |          |          | مسلم     | مسلم     | مسلم | مسلم | مسلم      | مسلم      |           |           |           |           |         |         |         |         |  |  |           |           |           |           |           |           |  |  |  |  |  |  |  |  |  |  |  |  |  |  |  |  |  |  |  |  |  |  |  |  |  |  |  |  |  |  |  |  |  |  |  |  |  |  |  |  |  |  |  |  |  |  |  |  |  |  |  |  |  |  |  |  |  |  |  |  |  |  |  |  |
|        |        |        |        |           |           |           |           |           |           |       |       |       |       |  |  |           |           |           |           |           |           |  |  |  |  |                |                |                |                |                |                |  |  |            |            |            |            |            |            |          |          |          |          |      |      |           |           |           |           |           |           |         |         |         |         |  |  |           |           |           |           |           |           |  |  |  |  |  |  |  |  |  |  |  |  |  |  |  |  |  |  |  |  |  |  |  |  |  |  |  |  |  |  |  |  |  |  |  |  |  |  |  |  |  |  |  |  |  |  |  |  |  |  |  |  |  |  |  |  |  |  |  |  |  |  |  |  |
|        |        |        |        |           |           |           |           |           |           |       |       |       |       |  |  |           |           |           |           |           |           |  |  |  |  |                |                |                |                |                |                |  |  |            |            |            |            |            |            |          |          |          |          |      |      |           |           |           |           |           |           |         |         |         |         |  |  |           |           |           |           |           |           |  |  |  |  |  |  |  |  |  |  |  |  |  |  |  |  |  |  |  |  |  |  |  |  |  |  |  |  |  |  |  |  |  |  |  |  |  |  |  |  |  |  |  |  |  |  |  |  |  |  |  |  |  |  |  |  |  |  |  |  |  |  |  |  |
|        |        |        |        |           |           |           |           |           |           |       |       |       |       |  |  |           |           |           |           |           |           |  |  |  |  |                |                |                |                |                |                |  |  |            |            |            |            |            |            |          |          |          |          |      |      |           |           |           |           |           |           |         |         |         |         |  |  |           |           |           |           |           |           |  |  |  |  |  |  |  |  |  |  |  |  |  |  |  |  |  |  |  |  |  |  |  |  |  |  |  |  |  |  |  |  |  |  |  |  |  |  |  |  |  |  |  |  |  |  |  |  |  |  |  |  |  |  |  |  |  |  |  |  |  |  |  |  |
|        |        |        |        |           |           |           |           |           |           |       |       |       |       |  |  | الحسن 625 | الحسن 625 | الحسن 625 | الحسن 625 | الحسن 625 | الحسن 625 |  |  |  |  |                |                |                |                |                |                |  |  | الحسين 626 | الحسين 626 | الحسين 626 | الحسين 626 | الحسين 626 | الحسين 626 |          |          |          |          |      |      |           |           |           |           |           |           |         |         |         |         |  |  |           |           |           |           |           |           |  |  |  |  |  |  |  |  |  |  |  |  |  |  |  |  |  |  |  |  |  |  |  |  |  |  |  |  |  |  |  |  |  |  |  |  |  |  |  |  |  |  |  |  |  |  |  |  |  |  |  |  |  |  |  |  |  |  |  |  |  |  |  |  |
|        |        |        |        |           |           |           |           |           |           |       |       |       |       |  |  | الحسن 625 | الحسن 625 | الحسن 625 | الحسن 625 | الحسن 625 | الحسن 625 |  |  |  |  |                |                |                |                |                |                |  |  | الحسين 626 | الحسين 626 | الحسين 626 | الحسين 626 | الحسين 626 | الحسين 626 |          |          |          |          |      |      |           |           |           |           |           |           |         |         |         |         |  |  |           |           |           |           |           |           |  |  |  |  |  |  |  |  |  |  |  |  |  |  |  |  |  |  |  |  |  |  |  |  |  |  |  |  |  |  |  |  |  |  |  |  |  |  |  |  |  |  |  |  |  |  |  |  |  |  |  |  |  |  |  |  |  |  |  |  |  |  |  |  |

## كتب ودراسات عنه:
- عبقرية الإمام، عباس محمود العقاد،
- علي إمام الأئمة، أحمد حسن الباقوري،
- الإمام علي صوت العدالة الإنسانية، جورج جرداق، 1956م
- أسمى المطالب في سيرة أمير المؤمنين علي بن أبي طالب: شخصيته وعصره، علي الصلابي،
- علي بن أبي طالب: أمير المؤمنين ورابع الخلفاء الراشدين والمفترى عليه في العالمين، عبد الستار الشيخ الدمشقي، دار القلم للنشر والتوزيع، 2015م

### شخصيته في الفن والأدب
اهتمت الكثير من الأعمال الفنية والأدبية بعلي بن أبي طالب، وتناولت العديد من الكتب حياة علي بن أبي طالب لمؤلفين وكتاب من المسلمين؛ منها مناقب الأسد الغالب للجزري، وخصائص أمير المؤمنين للنسائي، وفي العصر الحديث هناك كتاب عبقرية الإمام علي لعباس محمود العقاد ضمن سلسلة العبقريات الإسلامية، وتناول في الكتاب نشأته وثقافته ونبوغه الأدبي في الشعر والفصاحة والبلاغة، كما يتحدث عن حياته كخليفة ورجل سياسة، وسماه الشهيد أبا الشهداء. كما ألف الدكتور طه حسين كتاب الفتنة الكبرى بجزأين، وكان الجزء الثاني منه بعنوان «علي وبنوه» جاء فيه: «كان الفرق بين علي ومعاوية عظيمًا في السيرة والسياسة، فقد كان علي مؤمنًا بالخلافة ويرى أن من الحق عليه أن يقيم العدل بأوسع معانيه بين الناس، أما معاوية فإنه لا يجد في ذلك بأسًا ولا جناحًا، فكان الطامعون يجدون عنده ما يريدون، وكان الزاهدون يجدون عند علي ما يحبون». وعبدالرسول زين الدين في كتابه «المنتخب من كلام الإمام علي في مصادر التاريخ و الأدب» جمع منتخب كلمات علي بن أبي طالب وأحاديثه المتناثرة في كتب التاريخ والأدب والفلسفة والنوادر الإسلامية فيما دون سنة 900 للهجرة.
ولعلي الكثير من التصاوير منها رسم يفترض أنه رُسِمَ على جلد غزال من قبل شخص معاصر له، وهناك نسختان منها، إحداهما محفوظة في المتحف الإيطالي بروما، والأخرى باللوفر، أما باقي التصاوير فتعتمد على صفاته المروية، وفي كثير من الصور يظهر علي وبقربه أسد رابض كناية عن إحدى كراماته.

## في السينما والتلفزيون
- 1998: المسلسل الإمام علي أو بعنوانه الآخر شهيد الكوفة من إخراج داود ميرباقري. و قام بدور علي بن أبي طالب الممثل مهدي فتحي
- 2010: مسلسل رايات الحق عن فترة حكم أبي بكر الصديق وعمر بن الخطاب. وقام بصوت علي بن أبي طالب الممثل عدنان عبد الجليل.
- 2011: مسلسل معاوية والحسن والحسين، وقام بصوت علي بن أبي طالب الممثل كريم محسن.
- 2012: مسلسل عمر عن قصة حياة عمر بن الخطاب بطولة سامر إسماعيل. وقام بدور علي بن أبي طالب الممثل غانم زرلي.

## وصلات خارجية
- علي بن أبي طالب على موقع الموسوعة البريطانية (الإنجليزية)
- الموقع الرسمي للعتبة العلوية المقدسة.
- الإمام علي بن أبي طالب.
- ذكر أن علي بن أبي طالب أول ذكر أسلم.
- الكتب والمقالات المختصة بعلي بن أبي طالب من إعداد مركز الأبحاث العقائدية.
- مقتل علي بن أبي طالب والحسين من شبكة مشكاة الإسلامية.
- الإمام علي وعام الجماعة، د.راغب السرجاني، موقع قصة الإسلام.
- بوابة الشعراء: ديوان علي بن أبي طالب

| عليّ بن أبي طالبرأس بني هاشمفرع من قريشولد: 13 رجب 23 ق هـ 17 مارس 599م توفي: 21 رمضان 40هـ 27 يناير 661م |                                                                         |                           |
| ألقاب شيعيَّة                                                                                              |                                                                         |                           |
| سبقه محمد كخاتم الأنبياء والمُرسلين                                                                       | أوَّل أئمَّة الاثنا عشرية والزيدية والكيسانية والإسماعيليَّة الباطنية 632–661 | تبعه الحسن بن علي كإمام   |
| سبقه محمد كخاتم الأنبياء والمُرسلين                                                                       | أساس/وصي الإسماعيليَّةالمُستعلية 632–661                                   | تبعه الحسن بن علي كإمام   |
| سبقه محمد كخاتم الأنبياء والمُرسلين                                                                       | أوَّل أئمَّة النزاريَّة 632–661                                               | تبعه الحسن بن علي كمستودع |
| سبقه محمد كخاتم الأنبياء والمُرسلين                                                                       | أوَّل أئمَّة النزاريَّة 632–661                                               | تبعه الحسين بن علي كإمام  |
| المناصب السياسية                                                                                         |                                                                         |                           |
| سبقه محمد                                                                                                | — المنصب — خليفة الرسول                                                 | انتخابه خليفةً             |
| سبقه عثمان بن عفان                                                                                       | أمير المؤمنين رابع الخلفاء الراشدين 656–661                             | تبعه الحسن بن علي         |
| ألقاب قبليَّة                                                                                              |                                                                         |                           |
| سبقه العباس بن عبد المطلب                                                                                | زعيم بني هاشم 653–661                                                   | تبعه ؟                    |